# Buchenwald
Ne doit pas être confondu avec Buchwald ou Buchwaldt.
Buchenwald est un camp de concentration nazi créé en juillet 1937 sur la colline d'Ettersberg près de Weimar, en Allemagne. Destiné initialement à enfermer des opposants au Troisième Reich, pour la plupart communistes ou sociaux-démocrates, il reçoit par la suite quelque 10 000 juifs arrêtés lors de la nuit de Cristal en 1938, ainsi que des Tsiganes, des homosexuels, des Témoins de Jéhovah, des opposants politiques et des prisonniers de droit commun. Pendant la Seconde Guerre mondiale, des prisonniers de guerre y sont également envoyés. Les prisonniers politiques y ont organisé une résistance.

## Camp de concentration nazi: 1937-1945

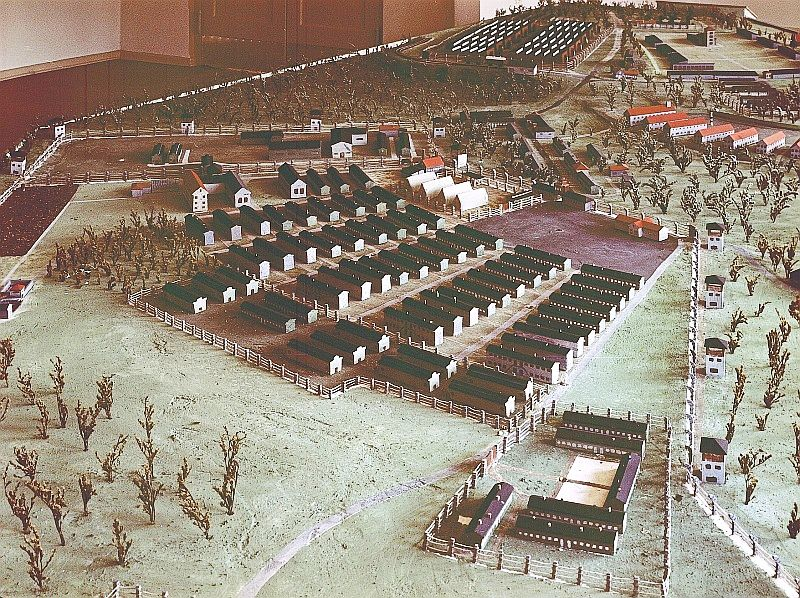
Maquette du camp.

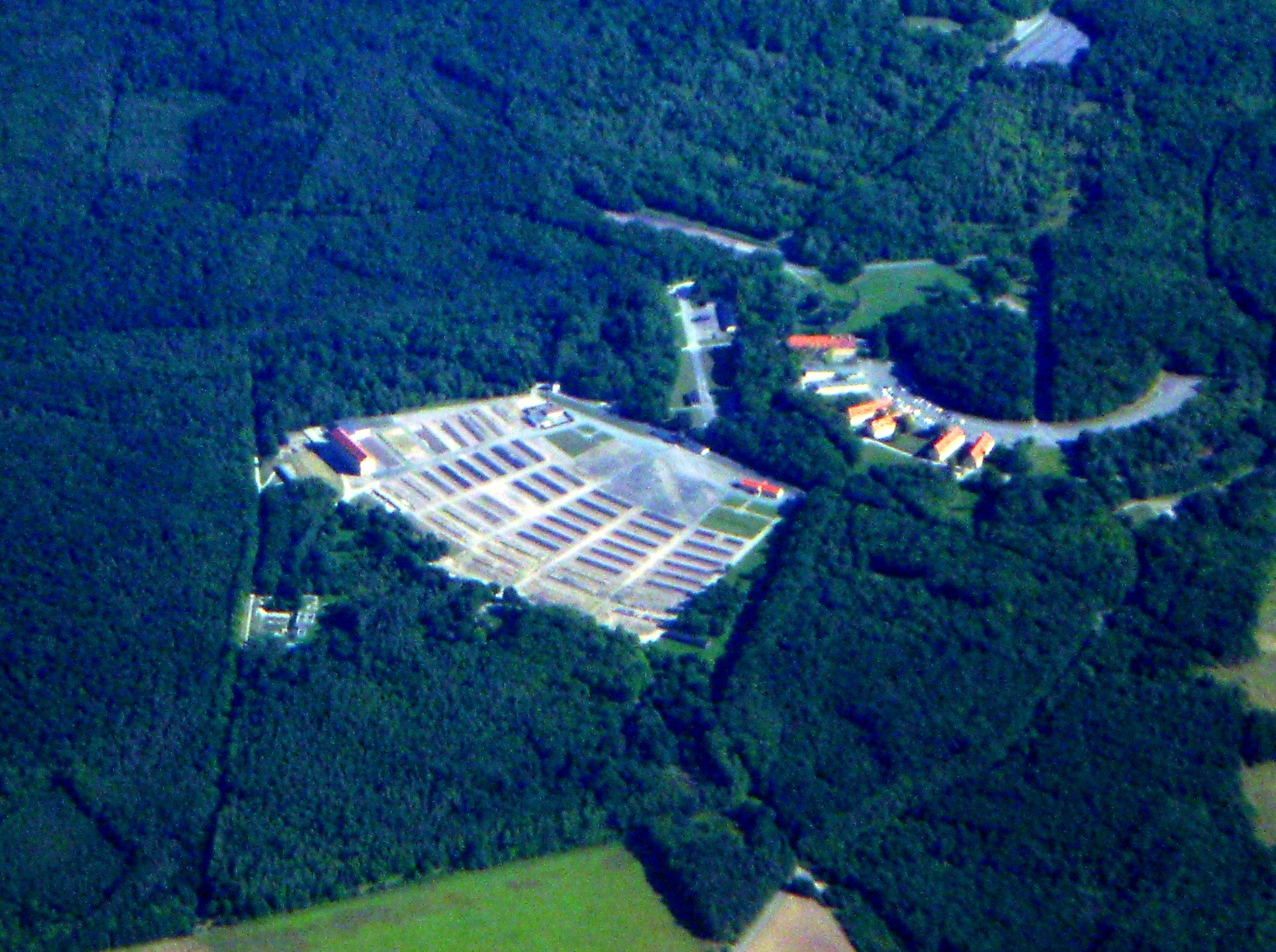
Photo aérienne de Buchenwald prise en 2008.

### Création du camp
L'origine du camp de Buchenwald, mis en service à la fin juillet 1937, remonte à la décision prise le 20 mai 1936 par Fritz Sauckel, représentant du Reich en Thuringe, et par Theodor Eicke (inspecteur des camps de concentration à cette époque) de déplacer, « pour des raisons de sécurité », le camp de concentration de Lichtenburg vers la Thuringe. Comme celui de Sachsenhausen, ce camp de Thuringe, prévu pour 8 000 détenus, devra être un camp de concentration d'un type nouveau, combinant « de manière optimale » les intérêts organisationnels, politiques et économiques de la SS.
Le site du camp n'est définitivement choisi que quatre mois plus tard, à savoir la colline de l'Ettersberg près de Weimar, ville symbole des auteurs classiques de la culture de l'Allemagne tels que Goethe, Schiller, Nietzsche…
Le camp est baptisé Buchenwald (hêtraie en français), officiellement KL Buchenwald bei Weimar ; le nom d'Ettersberg, où se trouve le vieux chêne à l'ombre duquel Goethe venait méditer, selon la légende, utilisé au départ, est abandonné parce que trop fortement associé à celui de Goethe.

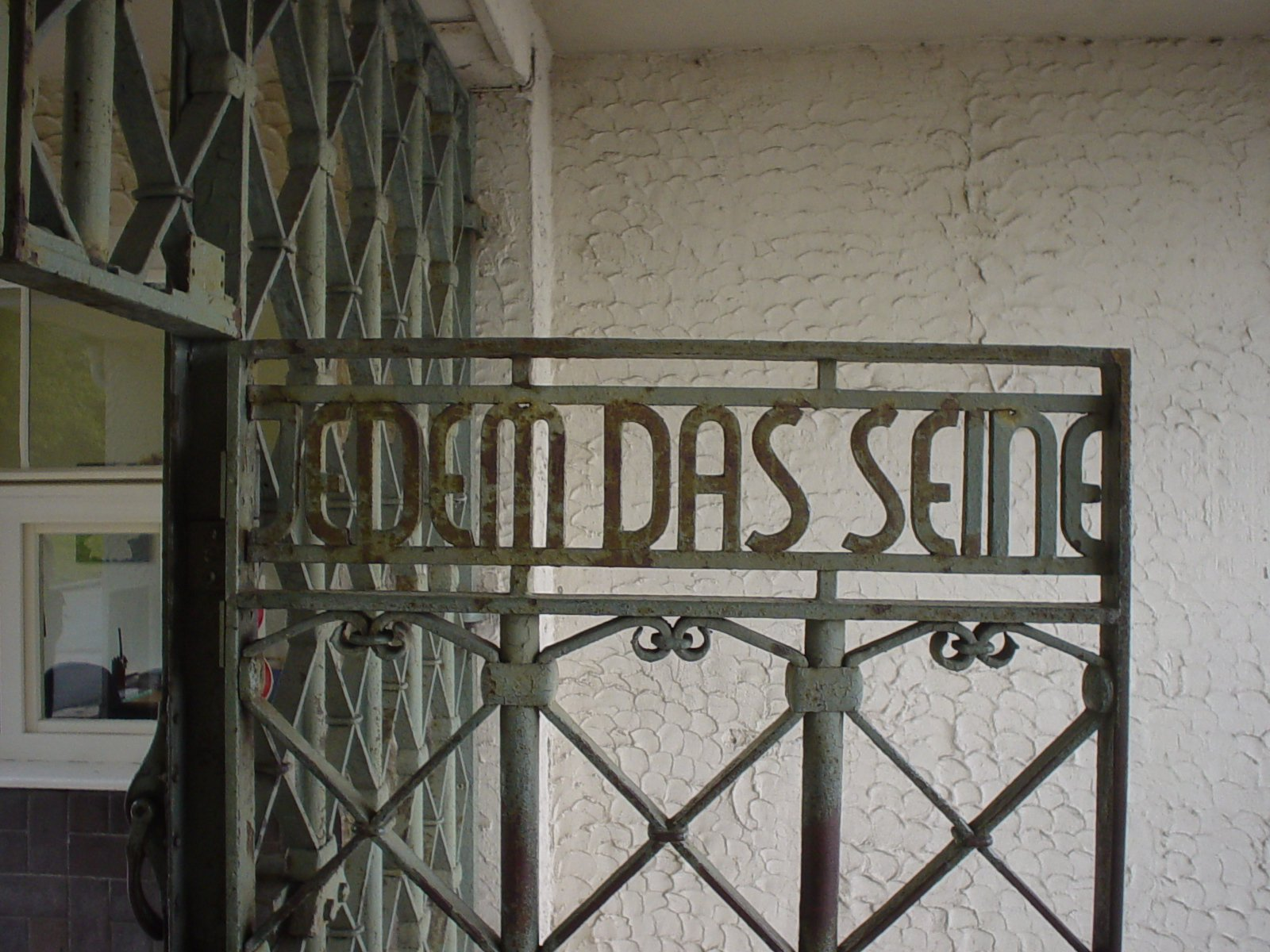
Porte du KZ Buchenwald.

Les premières baraques sont construites sur le versant nord, entièrement boisé, d'une superficie de 190 ha. Le 15 juillet 1937, 149 prisonniers qualifiés pour les travaux de construction sont amenés du camp de Sachsenhausen. Ils doivent défricher, installer les canalisations d’eau, poser les installations électriques et construire les voies d'accès et de circulation, les bâtiments du camp, un manège pour chevaux, les villas des SS, etc. Les conditions de travail, l'encadrement par les triangles verts et le manque d'équipements appropriés causent de nombreuses victimes. La clôture du camp est électrifiée (tension de 380 V), tandis que le portail d'entrée s'orne de l'inscription de fer forgé : Jedem das Seine (« À chacun son dû »).

### Administration SS

#### Commandants du camp
Buchenwald a eu deux commandants nommés par l’inspection des camps de concentration :
- le SS-Standartenführer Karl Otto Koch, de juillet 1937 à décembre 1941 ;
- le SS-Oberführer Hermann Pister, de janvier 1942 à avril 1945.

Ils sont tous deux issus de milieux sociaux modestes, combattants de la Première Guerre mondiale et sont devenus membres de la SS avant 1933. Karl Koch privilégie la violence et l'ordre, Pister l'organisation et l'efficacité.
Koch a successivement eu cinq adjoints : Harting Block (1937), Johannes Wellershaus (1937), Hans Hüttig (1938-39), Hermann Hackmann (1939-40) et Heinz Büngeler (1941-42).
Sous le mandat de Koch, les blockführer et kommandoführer ont tout pouvoir sur les internés. Après le départ de Büngeler, Pister n’aura qu’un adjoint, Hans-Theodor Schmidt.

#### Section politique
Jusqu’en 1942, les SS mènent eux-mêmes les interrogatoires, bien souvent par la violence. Une annexe de la Gestapo est alors créée dans le camp sous le nom de « Section politique » (Politische Abteilung (KZ)). Elle interroge et torture les prisonniers et elle surveille les activités politiques des prisonniers grâce à un réseau d’espions. De 1942 à 1945, le responsable en est Walter Serno.

#### Administration du camp
La section III établit l’emploi du temps des prisonniers et obtient leur soumission absolue.
Chaque journée commence et se termine par le long décompte des détenus qui a lieu sur la place d'appel et auquel la quasi-totalité d'entre eux doivent participer, et ce jusqu'à ce qu’ait lieu l'enregistrement de l'effectif.
Le premier Lagerführer, le SS le plus puissant après le commandant, règne sans partage sur le camp. Il nomme les prisonniers fonctionnaires, ordonne les contrôles des blocks et dicte les mesures de terreur quotidienne. Les führers successifs du camp de Buchenwald sont décrits comme brutaux et fantasques, parfois même ivrognes notoires. Parmi eux Jakob Weiseborn, Arthur Rödl, Hermann Florstedt et Hans Hüttig ont été plus tard nommés commandants d'autres camps de concentration.

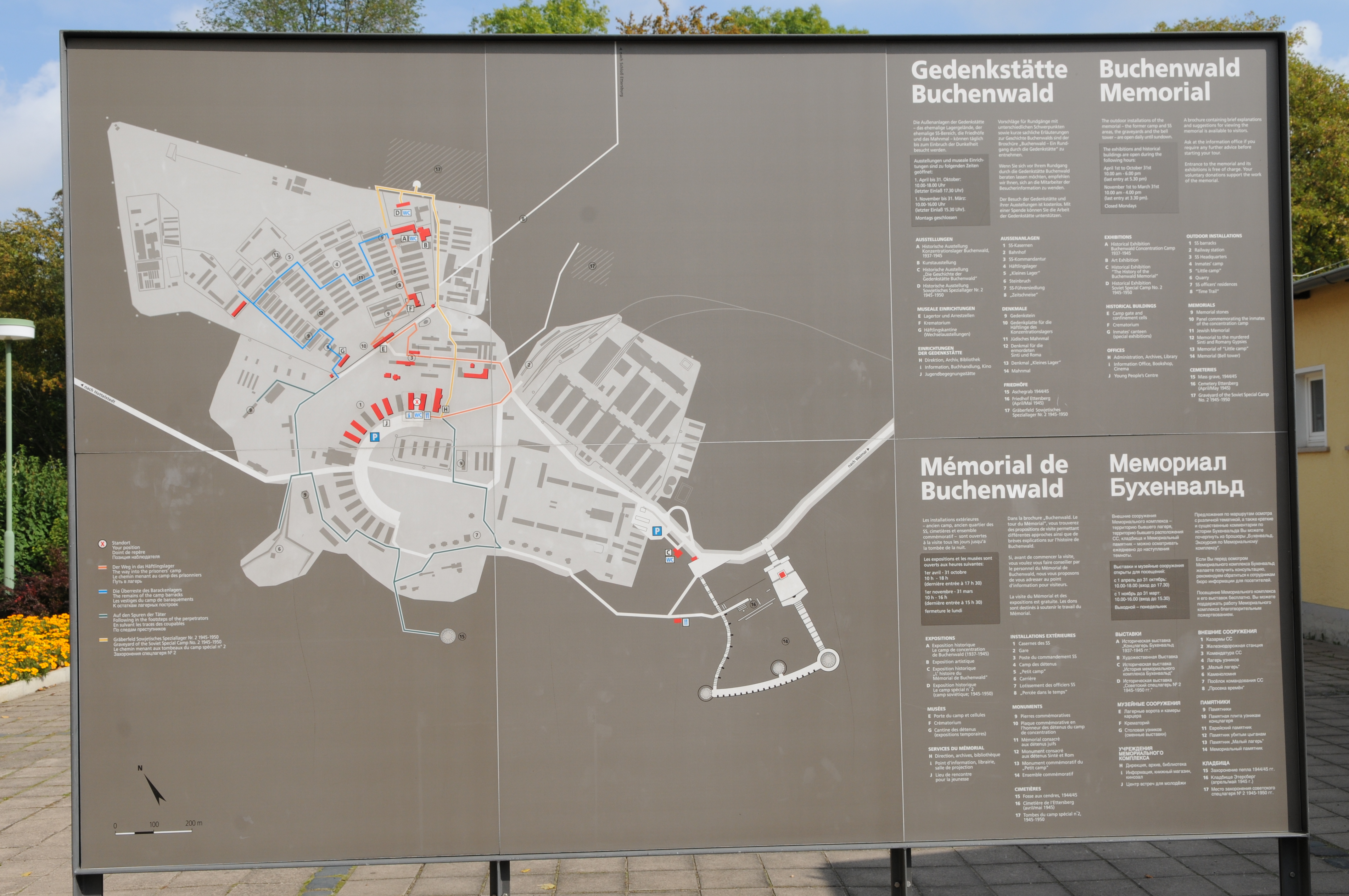
Plan actuel des camps de concentration de Buchenwald et Dora.

Comme dans d'autres camps, les SS recrutent, parmi les prisonniers, le personnel qui doit effectuer à leur place le travail routinier. Ils délèguent à certains une partie du travail d'administration et d'intendance. Ainsi apparaît une classe de prisonniers fonctionnaires, qui d'après leurs compétences et leur poste, se répartissent en trois groupes :
- les prisonniers fonctionnaires responsables de groupes ayant un pouvoir de sanction : doyens de camp, doyens de block, kapos et contrôleurs ;
- les prisonniers fonctionnaires travaillant dans les bureaux, les entrepôts, les cuisines et les infirmeries des prisonniers ;
- les prisonniers fonctionnaires accomplissant des travaux particuliers, artisans du camp, courrier, coiffeurs et hommes de corvées.

Jusqu'en 1939, les Juifs sont exclus de toutes les fonctions. La nomination de doyens de « block » juifs n'est due qu'à des considérations pratiques. Les autres catégories de prisonniers spécifiques comme les Sintés, les Roms, les homosexuels et les « asociaux » sont exclus systématiquement des fonctions importantes.

#### Affectation au travail
Jusqu’au début de la guerre, environ 90 % des prisonniers travaillent à la construction du camp. Sous le commandement de Koch, le travail des prisonniers est un instrument de terreur très prisé. La productivité et le zèle des prisonniers sont alors secondaires. Avec la fin de la première phase de construction, les réflexions sur l’exploitation économique du travail des prisonniers sont mises en avant.
Le commando du « bureau du travail » (Arbeitsstatistik) est chargé de la comptabilité, de la facturation du travail effectué par les prisonniers, de la rédaction de rapports mensuels et de justificatifs. Dans ce commando, travaillent trois prisonniers en 1938, mais plus de 70 fin 1944.

#### Administration
Le département IV que dirigent successivement Mohr (1937), Karl Weichdorfer (1937-42) et Otto Barnewald, est responsable de l’approvisionnement des SS et du camp de concentration, en nourriture, eau, électricité, combustible, vêtements, équipement et de l’aménagement des casernes et des baraques. De lui dépendent les cuisines et les entrepôts du camp. Il participe à l’extorsion des biens des prisonniers, au détournement de fonds et au trafic de nourriture. À partir de 1940, la section s’occupe du prélèvement des dents en or des morts. Le camp de Buchenwald expédie 383 grammes d’or en mars 1944, 504 grammes en avril.

### Prisonniers

#### Prisonniers allemands

##### Prisonniers politiques et religieux
L'éventail des prisonniers politiques, qui portent un insigne rouge sur leur uniforme, est très large : sociaux-démocrates, communistes, syndicalistes, libéraux, démocrates, pacifistes, religieux catholiques et protestants, mais aussi des revendicateurs, des objecteurs de conscience, voire des membres du NSDAP. La durée de leur détention varie de quelques mois à plusieurs années pour ceux qui voient leur détention préventive prolongée en emprisonnement pour haute trahison ou pour les parlementaires (18 députés internés jusqu'en 1942).
Le 1er juillet 1937 les politiques représentent 21 % des effectifs (1 621 sur 7 723 prisonniers). Les membres du Parti communiste d'Allemagne (KPD) forment à cette date la majorité des prisonniers politiques. De 1938 à 1939, la majorité des internements est liée aux préparatifs de guerre. Ce sont alors des objecteurs de conscience qui sont internés, mais aussi d'anciens membres du KPD, du SPD, des syndicats et de partis du centre. Les Témoins de Jéhovah, qui, par conviction religieuse, refusent d’accomplir le service militaire et de prêter serment de fidélité au régime, sont aussi internés ; ils portent un insigne violet. Ils sont 477 en décembre 1938, entre 250 et 300 à partir de 1940.

##### Criminels de droit commun (BV pourBerufsverbrecher)
Ce sont des personnes antérieurement condamnées à plusieurs reprises pour des actes criminels et détenues préventivement qui portent un insigne vert. À Buchenwald, il y a des criminels violents et dangereux qui marquent l'atmosphère du camp. Ils perdent leur influence en 1941 au profit des détenus politiques.

##### «Réfractaires au travail» (ASR pourArbeitsscheue Reich)
Ce sont des hommes aptes au travail qui ont refusé à deux reprises une proposition d’emploi sans raisons valables ou qui ont accepté un emploi mais après une courte période ont démissionné sans motifs valables : mendiants, sans-abri, alcooliques, vagabonds. Les premiers internés de ce type entrent au camp de Buchenwald dans la dernière semaine de 1938 ; l'effectif s'accroît alors de 4 000 nouveaux travailleurs forcés pour la construction du camp.

##### Juifs
Parmi les 2 378 hommes qui entrent à Buchenwald entre le 14 et le 19 juin 1938, on dénombre 1 256 Juifs (l'Aktionsjuden (de) est la première arrestation massive de Juifs en Allemagne et en Autriche, en liaison directe avec la politique d’émigration forcée des Juifs de 1938).

##### Homosexuels
Pour les nazis qui affirment que la reproduction est le seul but de la sexualité, l’homosexualité ne constitue pas seulement une atteinte à la normalité, mais surtout une menace biologique pour la communauté du peuple. Les homosexuels sont systématiquement affectés au commando Steinbruch (la carrière), réputé pour être le pire de tous. Ils étaient au moins 400 en 1937, 30 en 1938, 189 en 1944[réf. nécessaire]. Certains d'entre eux ont été utilisés par le médecin Carl Vaernet lors d'expériences sur un « protocole de guérison » de l'homosexualité par injections hormonales.

##### Roms
Des centaines de Roms sont amenés à Buchenwald à la suite des arrestations massives de juin 1938 et sont classés par les SS dans la catégorie ASR. Beaucoup meurent des violences quotidiennes et du travail forcé. Dès leur arrivée en juin 1938, ils sont publiquement fouettés ou maltraités. Un tiers d’entre eux meurt pendant l’hiver 1939-40. À partir de 1940, les SS les envoient au camp de concentration de Mauthausen pour les faire mourir dans la carrière.

#### Autrichiens (1938)
Les premiers prisonniers étrangers, quoique déportés en tant que Reichsdeutsche (« Allemands du Reich »), sont des Autrichiens amenés au camp de concentration de Dachau en septembre 1938. Début octobre 1938, les prisonniers arrivent de la prison de Vienne, avec parmi eux des hauts fonctionnaires.

#### Prisonniers du protectorat de Bohême-Moravie (1939)
Fin septembre 1939 arrivent de Dachau 700 prisonniers provenant de Tchécoslovaquie occupée (la partie ouest, rebaptisée « protectorat de Bohême-Moravie », la Slovaquie devenant indépendante). Les mesures répressives instaurées en 1942 après l’attentat réussi contre Reinhard Heydrich font passer le nombre de Tchèques de 600 à la mi-1943 à 5 000 en octobre 1944. 773 des 7 800 Tchèques internés mourront à Buchenwald.

#### Polonais (1939)
Plus de la moitié des 4 514 Polonais internés à Buchenwald jusqu’à la fin 1941 sont arrêtés dès le début de l’occupation en septembre 1939. Beaucoup d’entre eux meurent lors des premiers mois, d’autres partent début mars 1940 pour Mauthausen. Considérés comme race inférieure, ils sont tolérés tant qu’ils peuvent travailler. En avril 1944, ils sont 22 120 (?).

#### Prisonniers de guerre (1940)
Une place spéciale, parmi les prisonniers étrangers, est tenue par les prisonniers de guerre livrés par la Wehrmacht en vue d'exécution. Le 18 avril 1940, la Gestapo de Kassel livre 56 prêtres officiers polonais.

#### Néerlandais (1940), Belges et Luxembourgeois

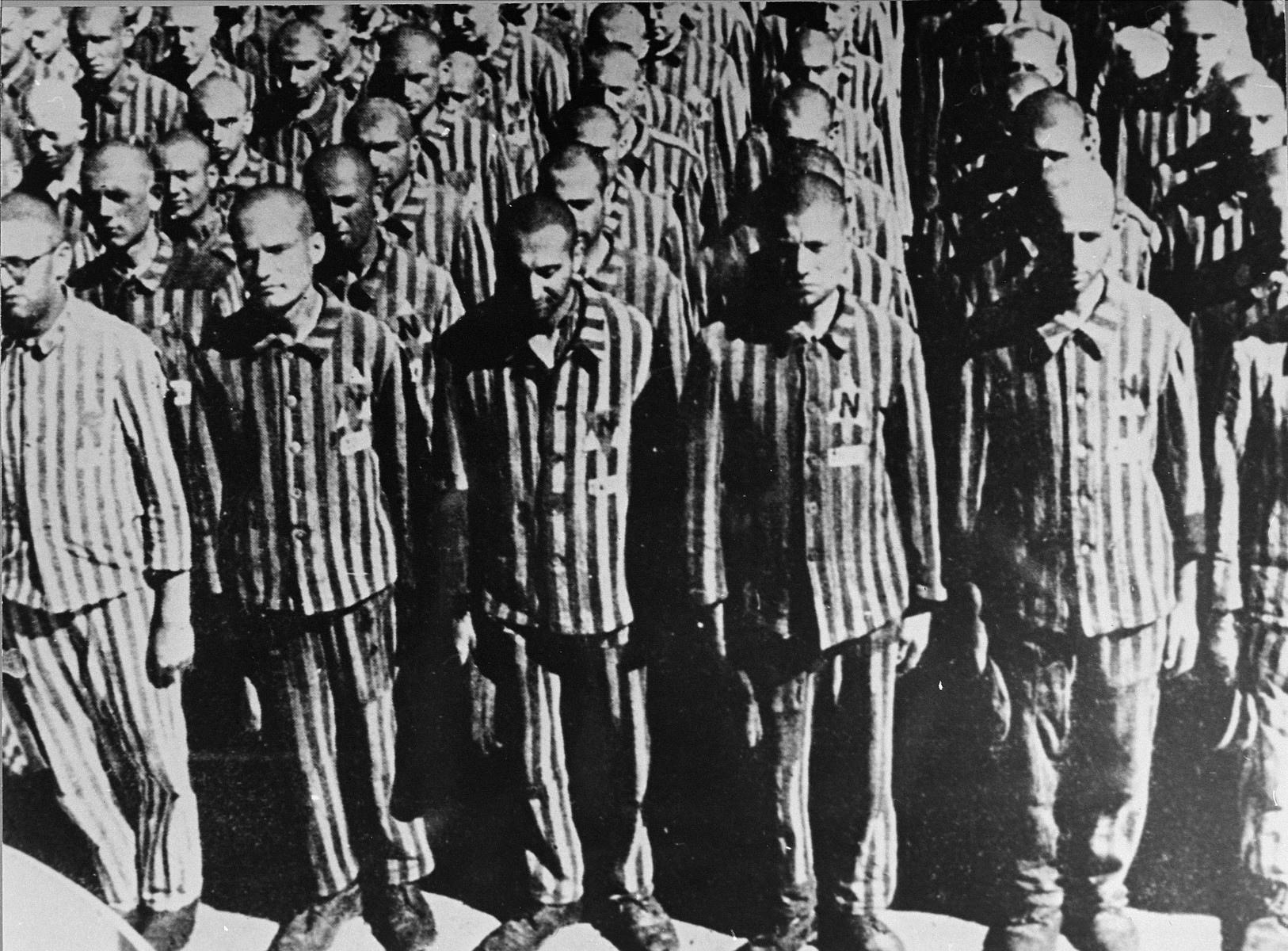
Prisonniers néerlandais à l'uniforme marqué d'un « N », Buchenwald, 1941.

À la déportation de 232 otages néerlandais, dont 14 femmes conduites au camp de Ravensbrück les 21 et 22 juillet 1940, s'en ajoutent 124 autres jusqu’en octobre 1940. Ils bénéficient de conditions de détention spéciales : ils sont isolés, peuvent recevoir des colis et ne travaillent pas. À la suite de la mort d'un policier allemand, 400 hommes juifs de 25 à 30 ans de Rotterdam et Amsterdam sont déportés. 389 entrent à Buchenwald le 28 février 1941. Les conditions des Juifs néerlandais sont insupportables.
Les premiers Luxembourgeois de Buchenwald sont 26 membres de la police volontaire qui en août 1941 se sont refusés à combattre les partisans.
L’augmentation du nombre d'internements de Belges et de Néerlandais en 1944 tient avant tout à l’intensification des mesures de représailles de la police pour combattre la résistance. Le 15 novembre 1944, 2 354 Belges, 595 Néerlandais et 82 Luxembourgeois se trouvent dans le camp.

#### Yougoslaves et Croates (été 1941)
Dans les statistiques du camp, les SS font une différence entre les Yougoslaves et les Croates. Les premiers Yougoslaves arrivent durant l’été 1941. Ils restent isolés. Un transport de Flossenburg en octobre 1943 fait passer leur effectif à 759. À la mi-juin 1944, 575 Yougoslaves et 327 Croates se trouvent à Buchenwald.

#### Prisonniers espagnols
Les 638 républicains espagnols déportés à Buchenwald étaient des combattants faits prisonniers alors qu'ils avaient rejoint la Résistance en France. Parmi eux, l'écrivain Jorge Semprún rend compte dans les ouvrages L'Écriture ou la Vie et Le Mort qu'il faut de son « expérience de la mort » et de sa difficulté à témoigner, et la syndicaliste Elisa Garrido.

#### Prisonniers des pays occupés
Le nombre des prisonniers de Buchenwald est multiplié par dix d’avril 1942 (environ 8 400 prisonniers) à la fin septembre 1944. À partir de 1943, le camp est habité par deux grandes catégories de prisonniers : les travailleurs forcés d’Union soviétique et de Pologne, et les prisonniers politiques de l’Europe occupée. Plus de la moitié des prisonniers de Buchenwald ont en décembre 1944 moins de vingt ans.

##### Prisonniers civils d’Union soviétique (1942)
De la mi-1942 au début 1943, la Gestapo de Thuringe, Hesse, Saxe et Rhénanie interne 400 travailleurs forcés soviétiques. Ils sont particulièrement mal traités par les SS et subissent des privations de nourriture. Ils sont quasiment tous affectés au commando X, le commando chargé de la construction des usines d’armement du camp ou à la carrière. La mortalité est telle que les SS renoncent à enregistrer officiellement leur décès. Ils seront plus de 17 000 au total.

##### Français (1943)
Parmi les prisonniers de près de 30 pays, les Français constituent, au début de 1944, le groupe le plus important. Dès le 10 avril 1942, l’état-major militaire en France décide, sur un ordre d’Hitler, que « pour chaque attentat, en plus de l’exécution de certaines personnes, 500 communistes et Juifs seront à remettre au Reichsführer et chef de la police du Reich pour être déportés ». Internées à Compiègne, environ 50 000 personnes partent pour Auschwitz et à partir de 1943 pour d’autres camps, dont Buchenwald : tous ne sont pas communistes. De juin 1943 à août 1944, arrivent 10 convois transportant plus de 13 000 prisonniers. Au total le nombre des Français déportés à Buchenwald est estimé à 25 000. De plus, environ 1 000 Français se trouvent dans des commandos extérieurs. Ils jouent un rôle significatif dans la résistance des prisonniers étrangers.

##### Italiens (septembre 1943)
Les premiers Italiens de Buchenwald arrivent de la prison de Sulmona près de Rome après le cessez-le-feu signé entre les Italiens et les Alliés en septembre 1943. En 1944, ont lieu des transports de prisonniers politiques venant en particulier de la prison La Risiera à San Sabba près de Trieste. De juin à novembre 1944, les SS internent 1 290 Italiens à Buchenwald. D’autres Italiens notamment ceux ayant participé à la guerre d’Espagne dans les Brigades internationales arrivent dans les transports de Compiègne. Environ un tiers des 3 500 Italiens déportés meurent à Buchenwald.

##### Étudiants norvégiens (novembre 1943)
Le 30 novembre 1943, environ 1 250 étudiants de l’université d’Oslo sont arrêtés et internés dans un camp en Norvège. Comme ils ont protesté contre la nazification de l’université, ils doivent servir d’exemple pour le programme de rééducation. 348 sont conduits à Buchenwald. En juillet 1944, le premier étudiant quitte Buchenwald, le dernier partira en octobre. 17 d’entre eux sont morts.

##### Militaires alliés (août 1944)
En août 1944, le commandement de la police de sécurité en France ordonne de vider les prisons parisiennes et le camp de Compiègne des prisonniers alliés s’y trouvant. La majorité des prisonniers sont déportés le 20 août 1944 à Buchenwald. Parmi eux 167 pilotes abattus en France dont 82 Américains, 48 Britanniques, 26 Canadiens, neuf Australiens, deux Néo-Zélandais et un Jamaïcain. Parmi les prisonniers qui arrivent le 17 août 1944 se trouvent aussi 37 membres des services secrets, arrêtés en France. Le Bureau central de la Sécurité du Reich ordonne pour eux « un traitement spécial ». De début septembre à la mi-octobre, 34 d’entre eux sont pendus dans la cave du crématorium. Seuls trois pourront être sauvés.

##### Policiers danois (septembre 1944)

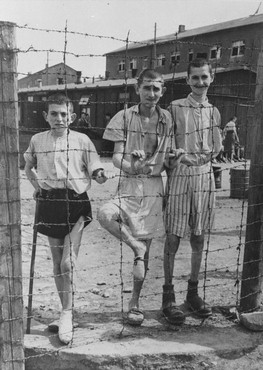
Adolescents à Buchenwald, 11 avril 1945.

Les militaires allemands commencent à craindre la police du Danemark vers la fin de l’été 1944. Le 19 septembre 1944 à 11 heures, les Allemands pénètrent avec violence dans les préfectures de police de tout le pays. Les policiers arrêtés sont envoyés à Neuengamme en octobre 1944, puis à Buchenwald (Block 57 du petit camp). 60 meurent à Buchenwald.

##### Enfants

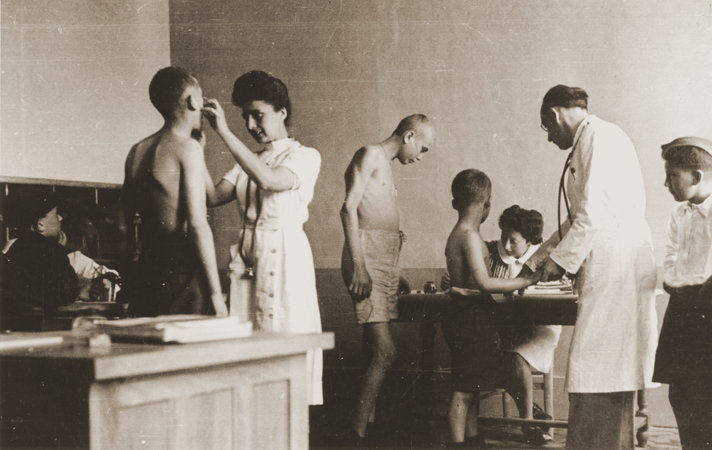
Enfants et adolescents examinés par le Dr Françoise Brauner (à gauche) à la libération du camp, printemps 1945.

Dans le camp, il y a des enfants dont la présence est officielle, des enfants polonais, car nés « non-juifs »[réf. souhaitée] dans les camps, des enfants déportés avec leurs parents venus des ghettos et des camps de travail, enfants qui arrivent avec les marches de la mort fin 1944-1945.
Les « triangles rouges » qui appartiennent à la résistance politique, surtout communiste, du camp comme Walter Bartel, Wilhelm Hammann, Franz Leitner, Robert Siewert, Willi Bleicher, Vladimir Kholoptchev, Iakov Goftman, Piotr Avdeïenko et Gustav Schiller, ont supplanté les « triangles verts » et s’efforcent de protéger les enfants et les adolescents. Ils les rassemblent dans la baraque 8 et dans la 66 du petit camp, ou les dispersent dans les baraques des « politiques ». À la libération, un millier d'enfants est encore en vie dont seulement 30 garçons ont moins de 13 ans ; ils seront pris en charge par l'O.S.E.

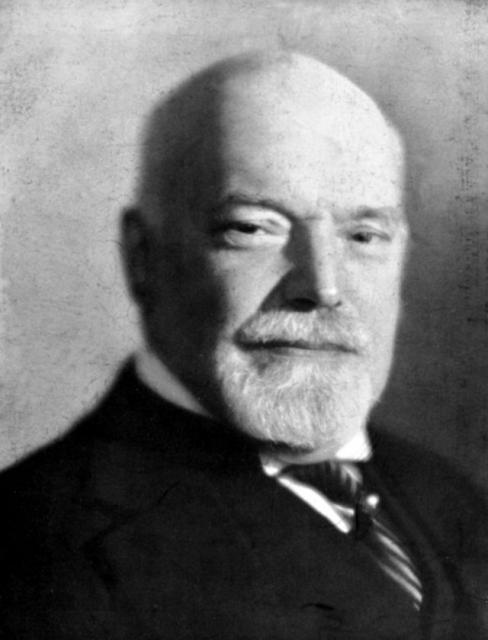
Le ministre belge, P.-E. Janson, v. 1930, mort à Buchenwald.

#### Prisonniers de haut rang
À Buchenwald, hors de l'enceinte du camp des déportés, se trouvaient des villas où une cinquantaine de personnalités, dont les Français Léon Blum, Georges Mandel et Léon Jouhaux et le ministre d'État belge Paul-Émile Janson ont été internés dans des conditions très différentes de celles des déportés du camp de concentration. Malgré cela, Paul-Émile Janson mourut à Buchenwald.

### Vie quotidienne dans le camp

#### Médecine
Du temps de Karl Otto Koch, les médecins du camp, qui sont responsables du suivi médical des membres de la SS et des prisonniers ainsi que de l’hygiène changent souvent. L’infirmerie des prisonniers, aussi appelée Revier, apparaît dans les premiers mois du camp comme lieu de soin pour les maladies simples. La construction d’une infirmerie avec plusieurs baraques et des salles d’opération résulte non pas d’un souci de la santé des prisonniers mais de la volonté des SS de ne plus être dépendants de l’hôpital de Weimar et de la clinique universitaire de Jena. La salle d’opération du Revier remplit toutes les conditions pour des opérations stériles, des stérilisations, des émasculations.
L’agrandissement de l’infirmerie est favorisé par des épidémies et des arrivées de prisonniers. Du temps du commandant Koch, les prisonniers médecins n’ont pas le droit d’exercer dans l’hôpital.
À la suite de la surpopulation du camp en 1938, la première épidémie de typhus se déclare et conduit à une quarantaine générale d’une semaine. Un an plus tard, alors que le camp est de nouveau surpeuplé, une épidémie de dysenterie provoque de nombreux décès parmi les prisonniers.

##### Médecins nazis

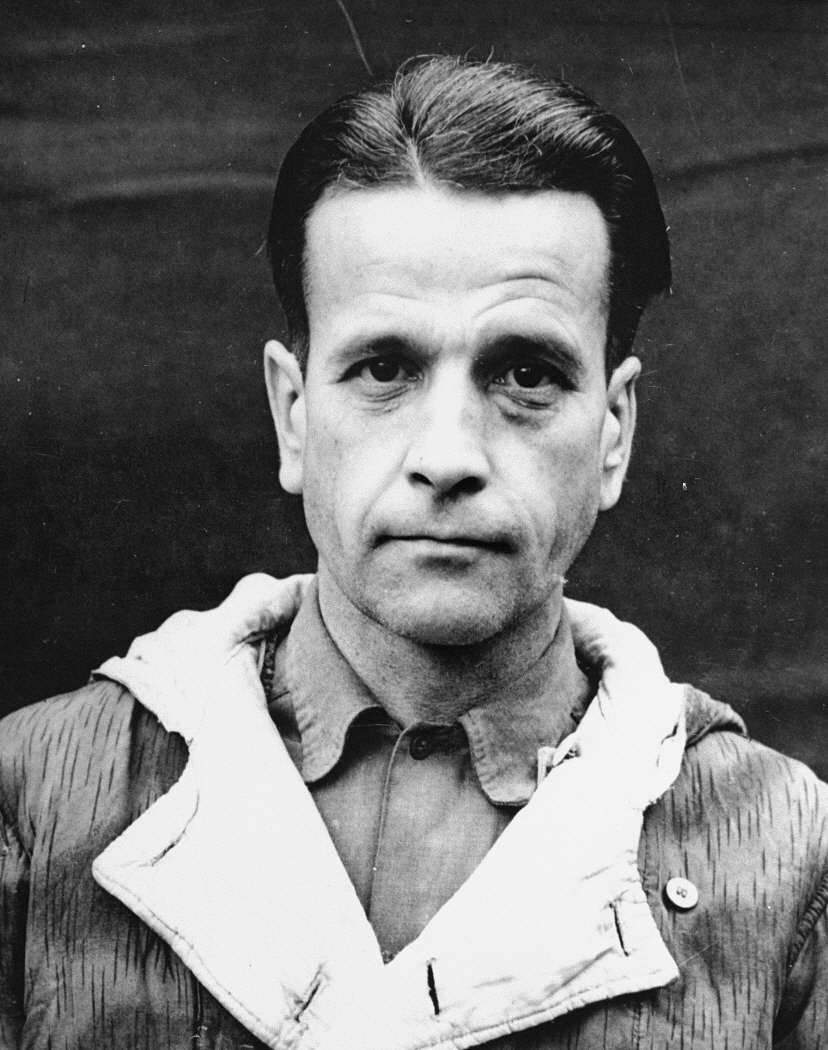
Waldemar Hoven, médecin nazi, photographié en 1946-47.

Waldemar Hoven est le médecin du camp resté le plus longtemps en fonction à Buchenwald. Il participe aux expériences médicales, aux assassinats de malades, aux sélections pour l’extermination et se laisse corrompre par le commandant Koch et par les prisonniers.
Aux côtés de Hoven, la majorité des médecins SS participe aux crimes contre les prisonniers. Ainsi le docteur Werner Kirchert (de) (1937-38) mène des « tests d’intelligence » et fait des demandes de stérilisation devant les tribunaux chargés des maladies héréditaires pour les prisonniers ne réussissant pas avec succès ces tests. Il contraint des homosexuels à se porter volontaires pour être émasculés.
Sous le Dr Erwin Ding (1938-39) commencent des expériences sur la fièvre jaune à Buchenwald.
Le Dr Hans Müller aurait initié le découpage, le tannage et la préparation des peaux tatouées et ce en telle quantité qu'après le départ de Müller en 1942, le docteur Hoven aurait interdit que continue la fabrication de cadeaux en peau humaine.
Le Dr Hans Eisele, particulièrement dépourvu de scrupules envers les Juifs, est surnommé par les prisonniers « docteur-seringues » ou « la mort blanche ».

##### Médecins prisonniers
Il existe un service de santé entre prisonniers, constitué par des médecins internés. On peut citer parmi eux le docteur Joseph Brau, radiologue français arrivé le 31 octobre 1943.

#### Massacres et mortalité dans le camp

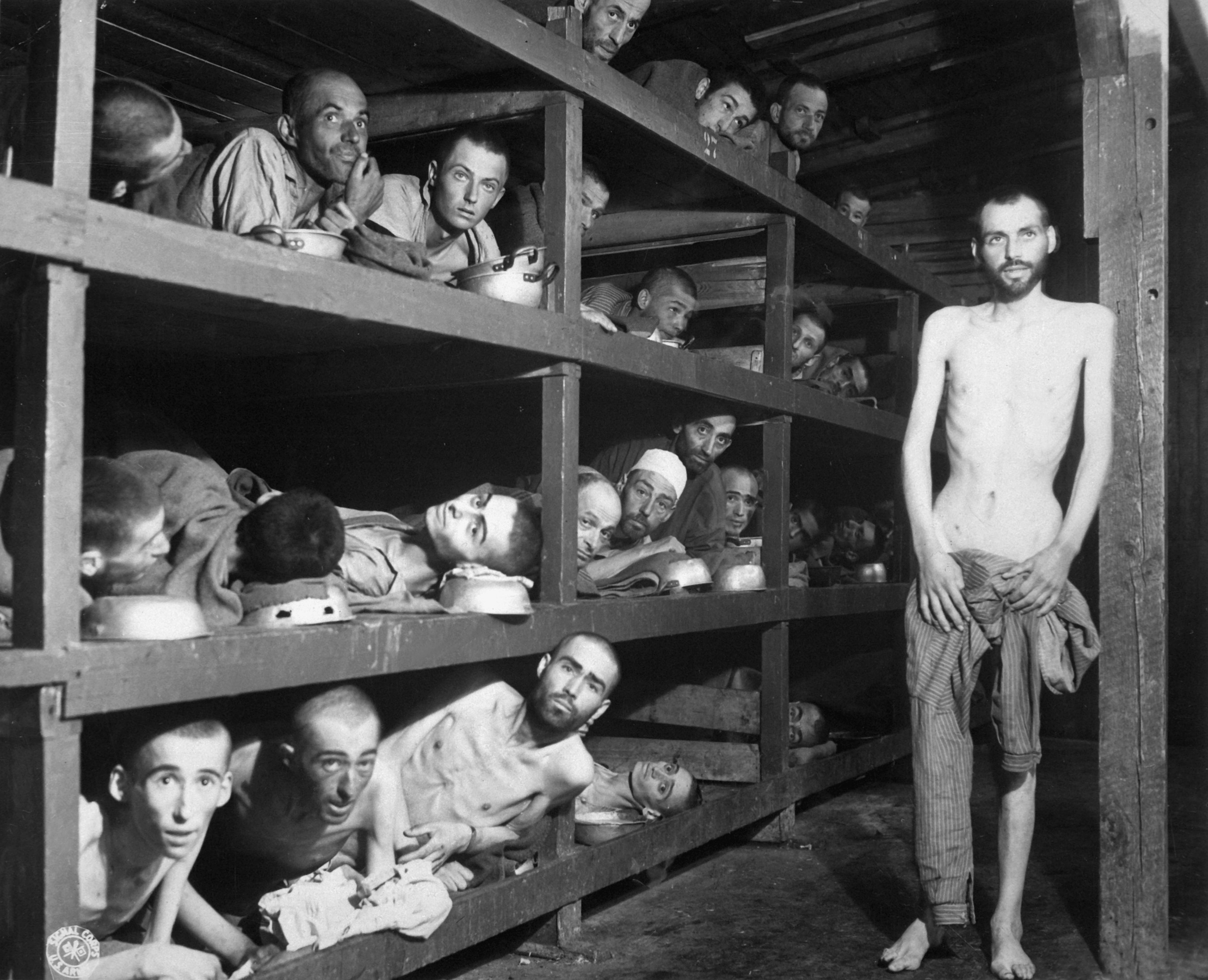
Prisonniers de Buchenwald, lors de la libération du camp. On reconnaît Elie Wiesel, septième homme couché sur la deuxième rangée en partant du bas, et le résistant Max Hamburger, allongé sur le dos, quatrième sur la rangée du bas.

##### Massacre de8 000 prisonniersde guerre soviétiques
Les nazis organisent le massacre de prisonniers de guerre soviétiques dans les camps de concentration de l'été 1941 à l'été 1942. Des commandos spéciaux de la police chargée de la sécurité (Sicherheitspolizei, SIPO) sont envoyés dans les camps de prisonniers pour « évacuer les éléments politiquement indésirables ». Les prisonniers sont conduits dans des camps de concentration pour être exécutés. Une installation spécifique est aménagée à Buchenwald et à Sachsenhausen, dans l'écurie : une pièce est aménagée en cabinet médical ; le prisonnier, au moment où l'on feint de le mesurer, est abattu d'une balle dans la nuque, par un orifice percé dans la toise derrière laquelle se trouvent un ou deux SS. Au moins 7 000 personnes sont ainsi exécutées, parfois 400 en une nuit.

##### Sélection et exécution des prisonniers «non-viables»
L'extermination des prisonniers juifs et les handicapés inaptes au travail fait partie de l'action 14f13 qui débute en 1941. Au moins 571 prisonniers juifs de différentes nationalités sont envoyés pour être exterminés aux stations d'euthanasie de Bernburg et de Sonnenstein.

##### Déportation et extermination des prisonniers juifs
Le 19 janvier 1942, prend effet un ordre de l'inspecteur des camps de concentration, selon lequel les prisonniers juifs inaptes au travail se trouvant dans des camps de concentration doivent tous être envoyés au camp de Lublin. Le 8 octobre 1942, le commandant livre 405 prisonniers juifs qui sont transportés à Auschwitz.

##### Livraison des prisonniers des prisons pour «l’extermination par le travail»
Fin 1942, commence l'arrivée de 2 300 « criminels » détenus préventivement à Buchenwald pour exécuter les travaux les plus durs. La moitié d'entre eux trouveront la mort.

##### Déportations et internements pour exécution

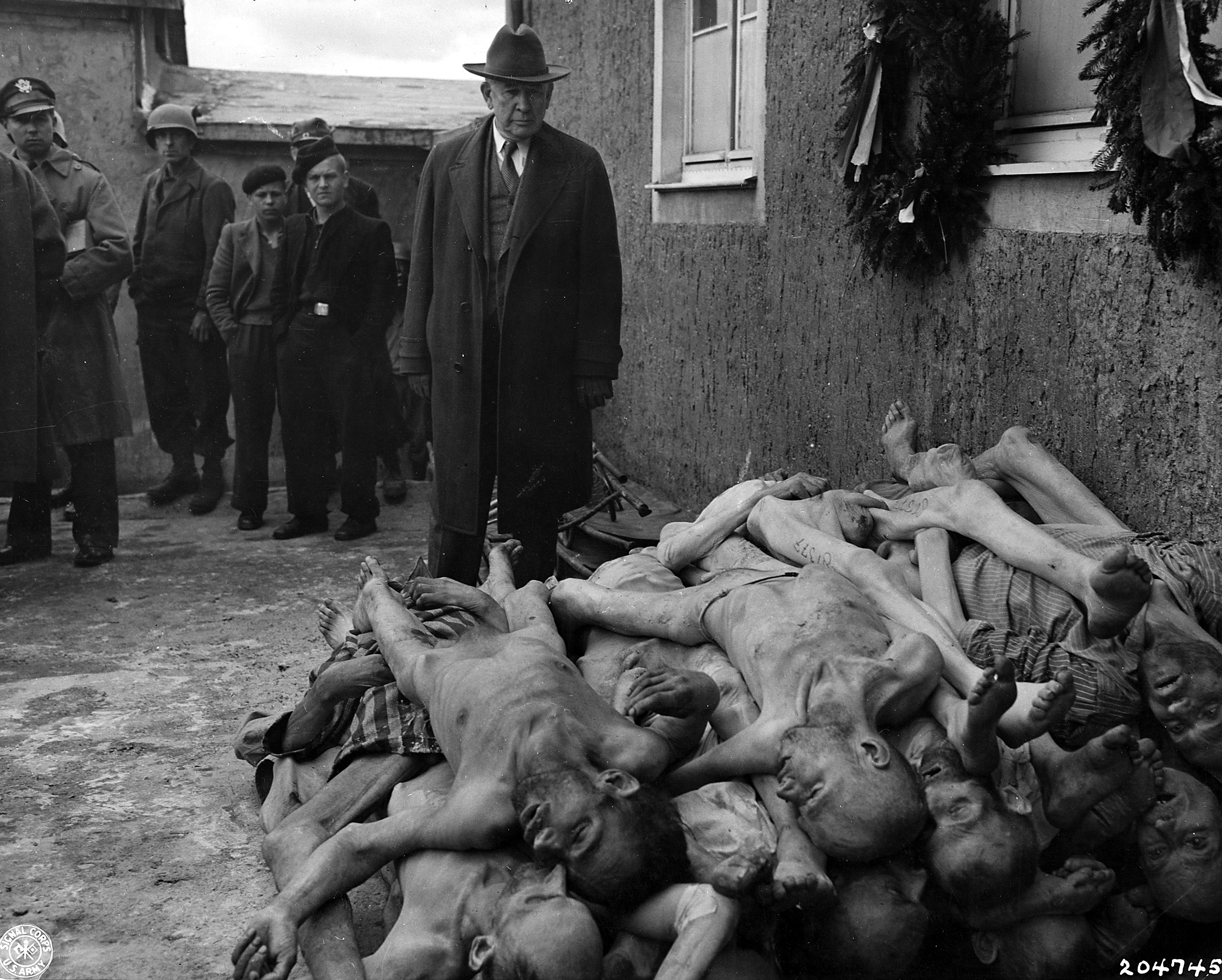
Buchenwald, 24 avril 1945. Le sénateur Alben W. Barkley en mission pour le Congrès des États-Unis vient au camp pour constater les crimes commis.

Le bureau central de la sécurité du Reich peut, sans procès et sans condamnation judiciaire, ordonner l’exécution de personnes détenues, voire modifier les décisions de justice. Ceci concerne en particulier des Polonais qui ont eu une relation avec une femme allemande. La majorité des exécutions n’a pas lieu devant les prisonniers mais dans le stand de tir près de la DAW, quelquefois aussi dans le chenil de la Kommandantur, le plus souvent dans la cour ou dans la cave du crématorium, où sont accrochés à cette fin 48 crochets d'abattoir. Le SS-Kommandoführer Hermann Helbig reconnaîtra avoir pendu plus de 250 personnes. Eugen Kogon parle de 1 100 hommes et femmes assassinés dans la cave.
En 1943, des officiers polonais sont exécutés. Le député du Parlement et chef du parti communiste allemand Ernst Thälmann est abattu dans la nuit du 17 au 18 août 1944 dans la salle des fours crématoires. À l’automne 1944, les SS pendent 34 Français, Belges, Anglais et Canadiens appartenant aux services secrets alliés.

##### Convois de la mort

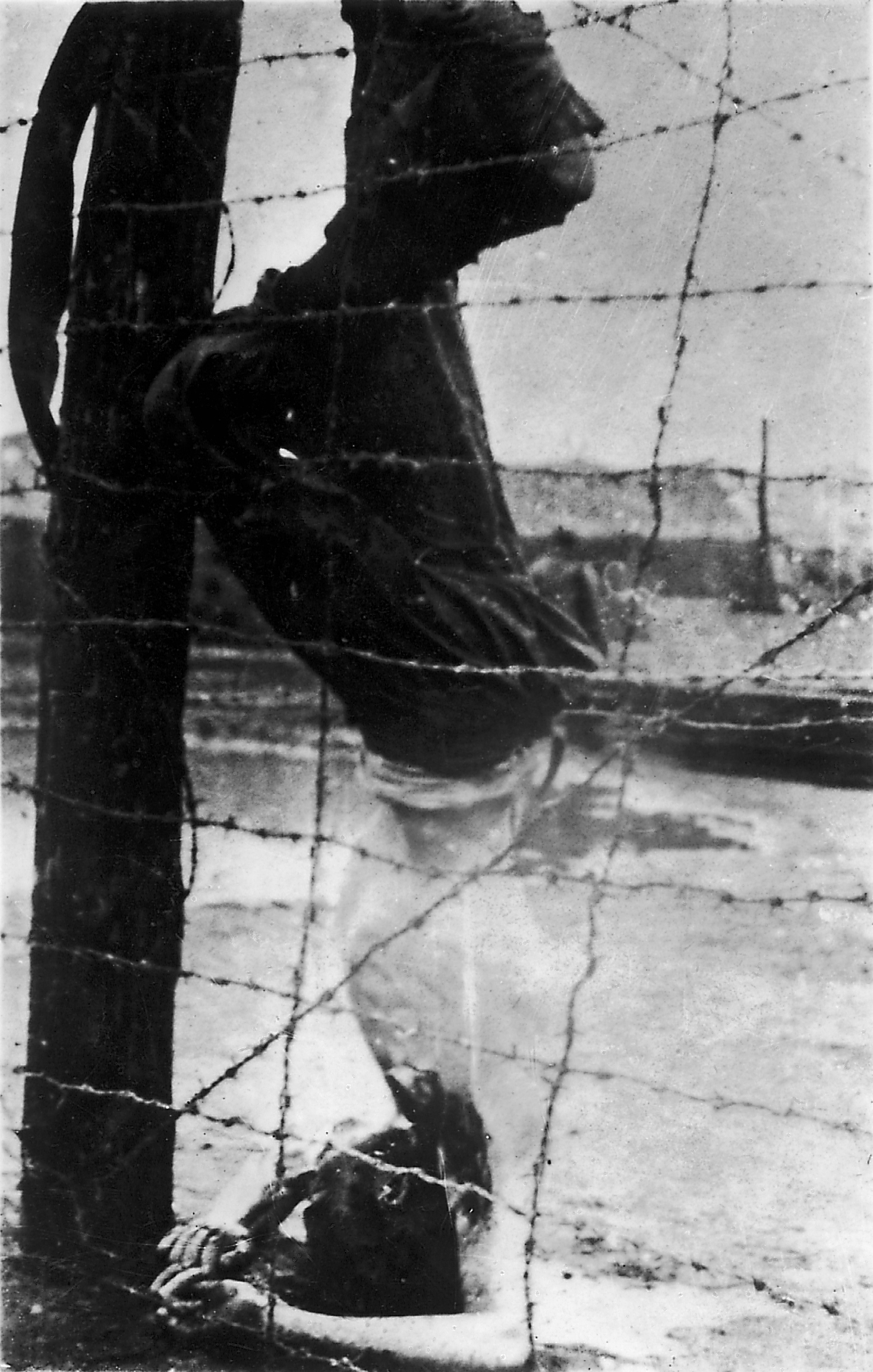
Buchenwald, 16 avril 1945.

Les SS ne se privent pas d’éliminer les malades et les faibles en les envoyant dans d’autres camps ou en les assassinant par injection de phénol, d’évipan ou d’air. La destination est d’abord le camp de Majdanek. Les 15 janvier et 6 février 1944, les SS y envoient 1 888 malades et faibles de Dora. Des transports semblables partent entre 1943 et avril 1944 des camps de Dachau, Flossenbürg, Mauthausen, Neuengamme, Auschwitz, Ravensbrück et Sachsenhausen.

##### Mouroir du «Petit camp»
La création de zones spéciales sert depuis 1938 avant tout à décharger le camp d’une surpopulation qui pourrait nuire à son fonctionnement. Au « Petit camp » de Buchenwald, les SS installent des écuries de la Wehrmacht de 40 mètres de long sur 10 de large, dans lesquelles se trouvent deux rangées de trois ou quatre couches superposées. À partir de 1943, tous les déportés y subissent une période de quarantaine. Celle-ci dure de quatre à six semaines.
De mai à septembre 1944, ils dressent cinq tentes militaires à l’intérieur du Petit camp. Ces cinq tentes restèrent les seuls abris possibles. 200 à 300 enfants, vieillards et malades y dormaient. Les autres devaient vivre autour par n’importe quel temps.
En décembre 1944, les SS font construire 17 baraques dans le Petit camp et font enlever les tentes. De 1 800 à 1 900 prisonniers vivent dans 500 mètres carrés. En janvier 1945, 6 000 prisonniers se trouvent dans le Petit camp. La faim, la saleté, des combats désespérés pour survivre, des maladies contagieuses règnent sur cet endroit. Une mortalité massive en est la conséquence. 5 200 personnes environ meurent en cent jours.

#### Expériences médicales
En raison des épidémies de typhus qui se répandent dans les camps de prisonniers de guerre, les SS proposent de tester différents vaccins sur les déportés. Les expériences sont menées conjointement par la SS, la Wehrmacht, la société IG Farben et l'Institut Robert Koch au « Block » 46. Des vaccins contre la plupart des maladies contagieuses seront expérimentés. En 1943, le « Département de recherche sur le typhus et les virus » de l'Institut d'hygiène de la Waffen SS s'installe au Block 50.
Lors d'une expérience sur le typhus, menée par la firme Hoechst, 21 prisonniers sur 39 meurent. Certains prisonniers « transmetteurs » sont utilisés pour maintenir les virus vivants à disposition. Leur sang est utilisé pour la contamination artificielle d'autres prisonniers. 35 séries d'expériences sont menées d'août 1942 à octobre 1943. La majorité concerne le typhus mais aussi les brûlures au gaz, la fièvre jaune, la résistance au vaccin contre le typhus, les paratyphus A et B, la diphtérie, différents poisons, l'efficacité des sérums sanguins conservés et traitements contre les brûlures. Avec le soutien d'Himmler, le Dr Carl Vaernet mène des expériences sur 5 homosexuels. Au moins un millier de prisonniers ont servi de cobayes aux SS, un nombre encore inconnu en sont morts.
La famine, des expérimentations médicales (voir Aribert Heim) et la dureté des conditions de travail firent mourir autour de 60 000 prisonniers.

#### Maison close
Un chalet entouré de barbelés, situé à une trentaine de mètres de la limite du petit camp faisait office de maison de plaisir réservée aux militaires et aux plus hauts gradés de la maîtrise : les kapos et les chefs de Blocks. Il y avait là une vingtaine de jeunes femmes, la plupart blondes, qui se livraient chaque matin sur le terrain de sports attenant au chalet à des exercices de culture physique sous la direction d'un moniteur. Le soir, les SS et leurs collaborateurs pourvus de tickets délivrés par un service spécial, pouvaient leur rendre visite.

#### Usines et commandos extérieurs
Un certain nombre de prisonniers travaillaient dans les usines proches du camp : en particulier celles des entreprises Gustloff (fabrication d'armes), Mibau et DAW (Deutsche Ausrüstung Werke).
Buchenwald a compté de nombreux « Kommandos » annexes (on en dénombre 107 en mars 1945) dont Langenstein, Schönebeck, Neu-Stassfurt et Laura.
Fin août 1943, le commando de Dora est créé à proximité de la ville de Nordhausen, à 80 km au nord. D'abord rattaché à Buchenwald, il devient un camp de concentration à part entière en octobre 1944 sous le nom de KZ-Mittelbau. Des milliers de Français y ont été déportés, dont plus de la moitié sont morts.

### Résistance et libération
Le « Comité international clandestin » de Buchenwald, « ILK », voit le jour l'été 1943 à la suite d'une réunion secrète. Le colonel Frédéric-Henri Manhès, déporté en 1943, et Marcel Paul, dirigeant communiste français, déporté à Auschwitz, puis à Buchenwald, y représentent le Comité des Intérêts Français.

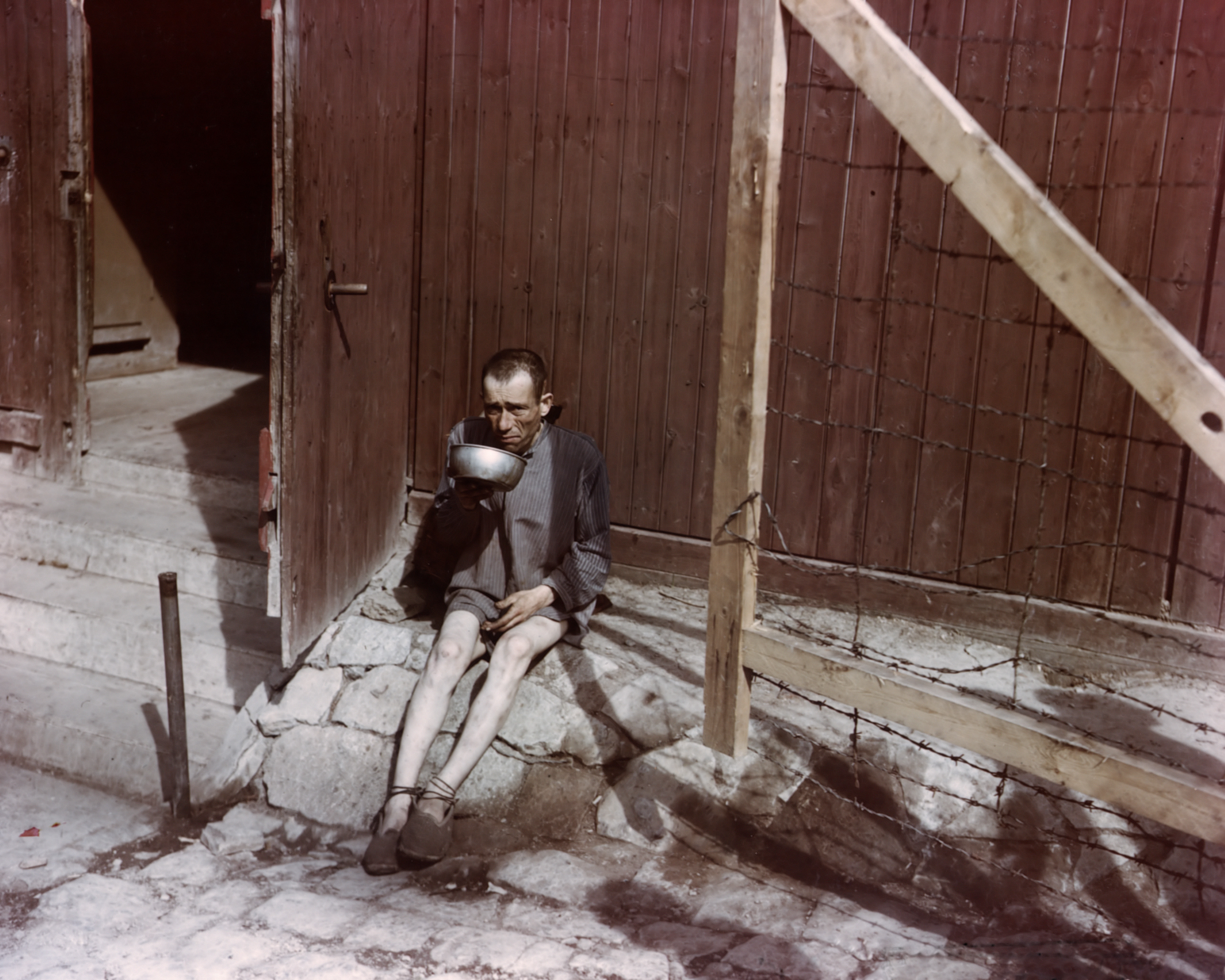
Rescapé de Buchenwald après la libération du camp.

Dans le camp, la survie est affaire de solidarité. Elle est d’abord nationale. Les Français ne représentent que 13 %, au plus fort, de la population du camp. C’est dire toute l’importance de la création, après cinq mois de préparatifs et de négociations difficiles, en juin 1944, du Comité clandestin des intérêts français, qui fédère tous les groupes français de résistance, services d’action ou de renseignements présents à Buchenwald (Bureau : Président Frédéric-Henri Manhès, Vice-Président Albert Forcinal, membres Marcel Paul,, Eugène Thomas,, Robert Darsonville, Louis Vautier, Maurice Jattefaux), et de son émanation le Comité du corps médical français dont la présidence fut confiée au docteur Joseph Brau (membres : le docteur Meynadier, chirurgien, et le docteur Lansacq, médecin),,.
Les objectifs du CIF sont, en liaison avec les autres organisations nationales clandestines du camp, la plupart du temps bien antérieures, de :
1. Permettre à un maximum de Français de rentrer en France ;
2. Freiner la production de guerre allemande ;
3. Établir un plan de libération du camp.

Leur réalisation est étroitement liée, dans ce contexte hors du commun, à l’attribution des « emplois » (désignation pour les « bons » transports ou kommandos, mutations entre « petit » et « grand » camp…) et donc aux négociations avec les autres organisations ainsi qu'aux possibilités d’ « hospitalisation »,,.

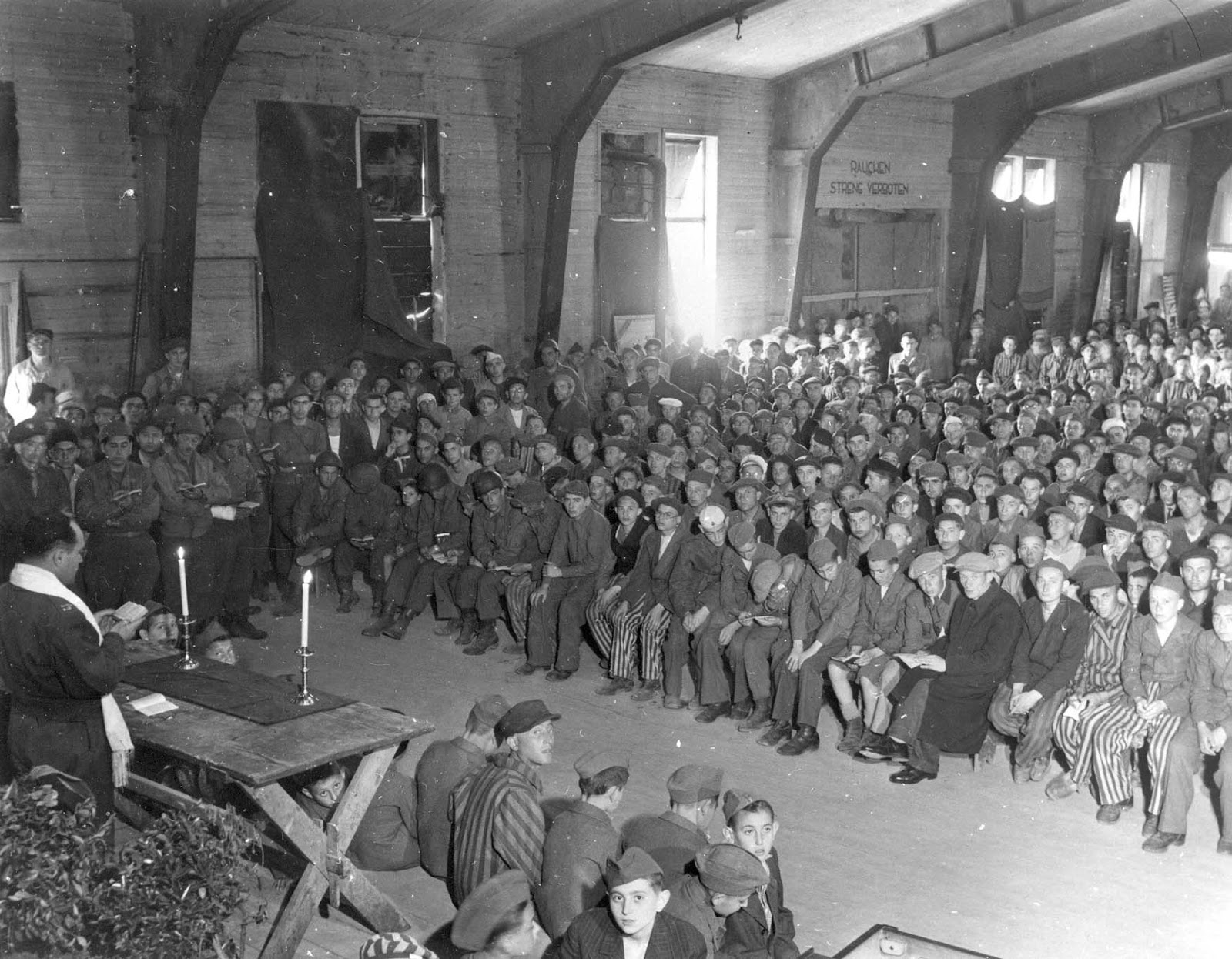
Célébration de la fête de Chavouot par le rabbin Herschel Shaechter à Buchenwald, peu après la libération du camp, 18 mai 1945

Début avril 1945, les nazis tentent d'évacuer le camp alors que les troupes américaines approchent. Ils jettent des milliers de déportés sur les routes. Ce sont les « marches de la mort ». Cependant, l'organisation clandestine du camp parvient à limiter le nombre des départs et à prendre le contrôle du camp sur les SS le 11 avril 1945, quelques heures avant l'arrivée des blindés américains du 20e corps de la 3e Armée du général George Patton. Les SS capturés sont ensuite remis aux Américains.
Les habitants de la ville voisine de Weimar, distante d'environ 5 km, sont réquisitionnés pour l'évacuation des corps de déportés, la plupart d'entre eux disant qu'ils ignoraient ce qui se passait alors à Buchenwald. Le commandement américain a souhaité que des notables de Weimar se rendent au camp, le 16 avril 1945 afin que chacun puisse constater l'horrible réalité du régime porté au pouvoir en 1933. Quelques jours après, 1 200 habitants de Weimar y sont à leur tour conduits, de force : des pleurs, des tremblements et des évanouissements sont signalés par les témoins américains. Une jeune femme membre du Bund Deutscher Mädel, contrainte à s'asseoir devant les portes ouvertes d'un four crématoire, pleure et s'horrifie de ce qu'« ils » ont fait. Un journaliste du New York Times lui reproche alors son serment au régime nazi.

## Personnalités

### Détenus connus

#### Dans le camp de concentration
Certains des prisonniers détenus dans ce camp bénéficient d'une notoriété, antérieurement ou ultérieurement, au nombre desquels :
- Roy Allen (en)
- Jean Améry
- Robert Antelme
- Bruno Apitz
- Louis Artous
- Mario Atzinger
- Louis Audibert
- Jacob Avigdor
- Jacques Antoine de Barry
- Bruno Bettelheim
- Émile Bollaert
- Auguste Boncors
- Claude Bourdet
- Guy de la Bourdonnaye
- André Boyer
- Joseph Brau
- Maurice Braun
- Rudolf Brazda
- Georges Brutelle
- Robert Büchler
- Julien Cain
- Lucien Chapelain
- Pierre de Chevigny
- André Clavé
- Robert Clary
- Marcel Dassault
- Léon Delarbre
- Guy Ducoloné
- Pierre Durand
- Raphaël Élizé
- Henri Falque[28]
- Marcel Ferrières
- Jean Fonteyne
- Albert Forcinal
- Jules Fourrier
- Marie-Gabriel Fugère
- Maurice Halbwachs
- Pierre Halbwachs[29]
- Bertrand Herz
- Otto Halle
- Georges Hénocque
- Stéphane Hessel
- Henri Kichka
- Paul-Émile Janson
- Hertz Jospa
- Camille Georges Jousse
- Pierre Julitte
- André Carpentier
- Pierre Kaan
- Albert Kayser
- Imre Kertész
- Menashe Klein
- André Lafarge[30],[31],[32]
- Julien Lahaut
- Yisrael Meir Lau
- Naphtali Lau-Lavie
- Marcel Lemoine
- Jean Lloubes
- Jacques Lusseyran
- Albert Luyat[33]
- Henri Manhès
- André Marie
- René Marnot[34]
- Henri Maspero
- Jacques Mazé
- Léon Mazeaud[35]
- Henri Megglé[36]
- Marcel Michelin
- Pierre Mulsant
- Jean Nallit
- Jean Maurice Paul Jules de Noailles
- Joseph Onfray[37]
- Marcel Paul
- Jean Péraud
- Gérard Pichot
- Joseph-Paul Rambaud
- Paul Rassinier
- Philippe Richer
- Charles Richet (fils)
- David Rousset
- Hélie de Saint-Marc
- Mafalda de Savoie
- Paul Schneider
- André Schock
- Jorge Semprún
- Jacques Sernas
- André Souquière
- Henri Charles Stroh
- Pierre Sudreau
- François de Tessan
- Boris Taslitzky
- Ernst Thälmann
- Lucien Tharradin
- Eugène Thomas
- Claude Vanbremeersch
- Albert Van Hoorick
- Marcellin Verbe
- André Verdet
- Sylvain Vergara[38]
- Jean-Édouard Verneau
- Gaston Viens
- Michel Voisin
- Jean Wauters
- Ernst Wiechert
- Elie Wiesel
- André Wynen
- Georges Loustaunau-Lacau
- Forest Yeo-Thomas
- Léon Zyguel
- Michel de Pontbriand

#### Hors camp de concentration, en simple détention
Les conditions de détention de ces « prisonniers d'honneur », souvent politiques, n'avaient rien à voir avec celles d'un camp de concentration :
- Léon Blum
- Jeanne Blum
- Édouard Daladier
- Willem Drees
- Léon Jouhaux
- Georges Mandel

### Quelques tortionnaires
- Commandant nazi du camp :

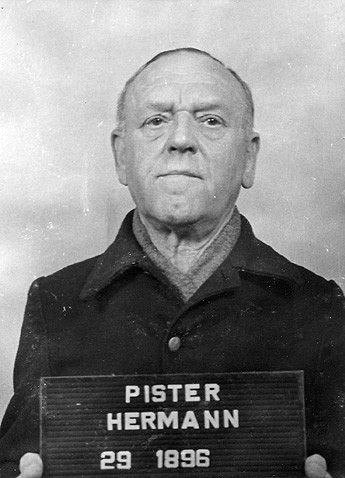
Hermann Pister, SS-Oberführer et commandant du camp de 1942 à 1945.

  - Karl Otto Koch de 1937 à 1942 (avec sa femme Ilse Koch)
  - Hermann Pister de 1942 à 1945
- Medecin nazi du camp :
  - Waldemar Hoven (1903-1945)
  - Gerhard Rose
  - capitaine SS Gerhard Schiedlausky[39],[40]
- Personnel nazi du camp :
  - Hermann Hackmann
  - Martin Sommer

## Après la Libération

### Procès de Buchenwald

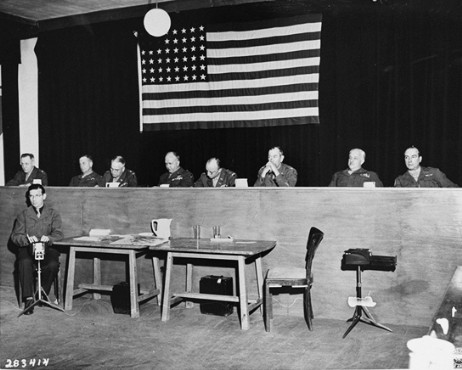
Les huit officiers du tribunal militaire américain au procès des anciens membres du personnel de Buchenwald, août 1947.

Le procès de Buchenwald (ou « Affaire 000-50-9 ») est le procès tenu pour juger de criminels de guerre et conduit par l'armée des États-Unis dans la zone d'occupation américaine au tribunal militaire de Dachau, dans le cadre des procès de Dachau qui furent tenus entre 1945 et 1948. Il se déroule du 11 avril au 14 août 1947 dans l'ancien camp de concentration de Dachau, transformé fin avril 1945 en camp d'internement.
Lors de ce procès, 31 personnes sont inculpées puis reconnues coupables de crimes de guerre liés au camp de concentration de Buchenwald et à ses camps satellites.

### Camp spécialno2de Buchenwald

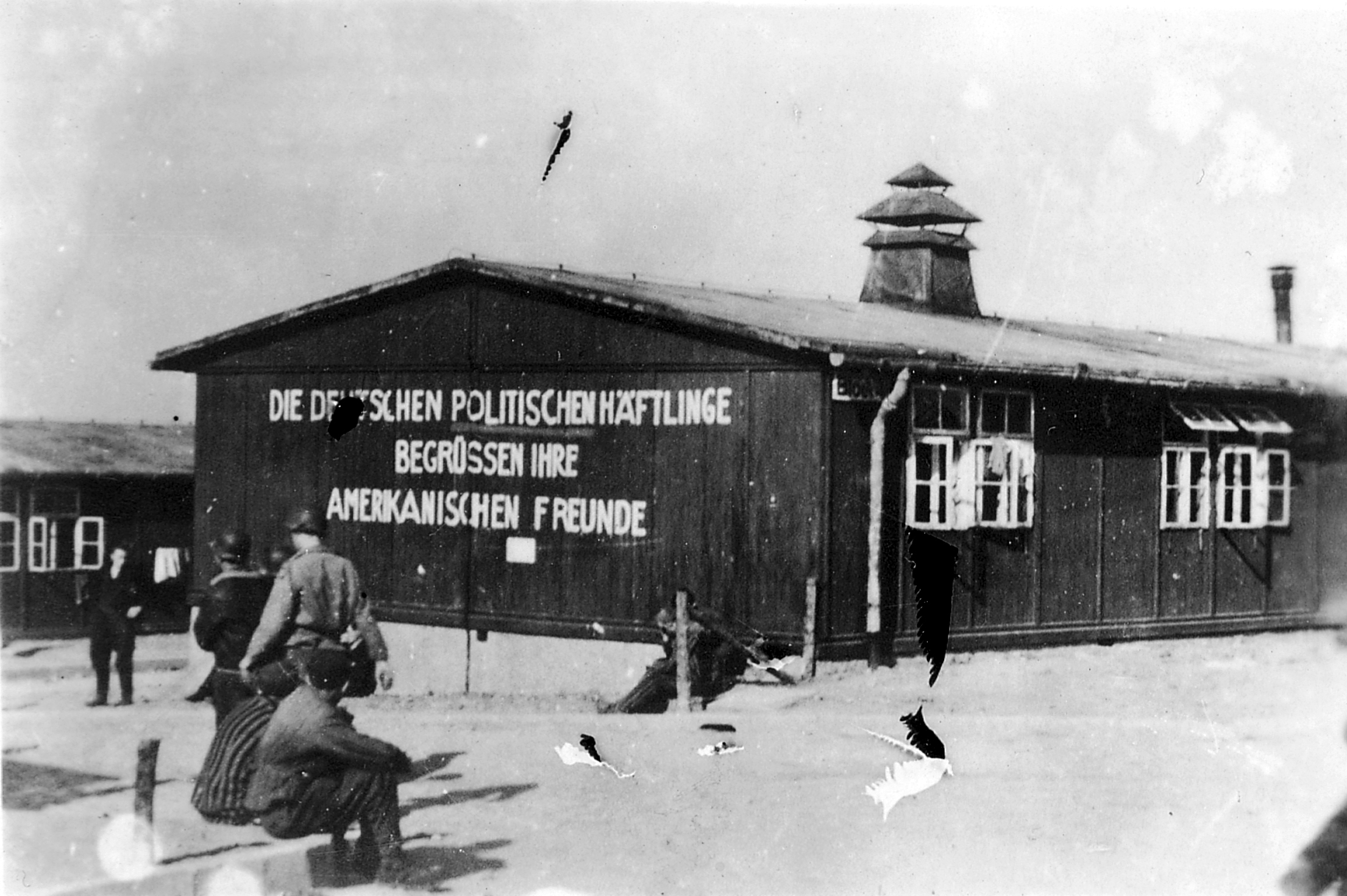
Buchenwald, 16 avril 1945.

Comme dans la plupart des camps, les détenus libérés des camps de concentration de l'époque nazie ne purent pas tous regagner tout de suite leur pays. Il s'est écoulé des jours, parfois des mois. Le camp de concentration de Buchenwald avait été libéré par les troupes américaines dont celle du général Patton, mais faisant partie de la zone d'occupation soviétique, il fut remis aux troupes soviétiques.
Le camp spécial (Speziallager) numéro 2 de Buchenwald fut créé en 1945 à l'endroit même où se trouvait l'ancien camp de concentration. Il fut utilisé jusqu'en 1950 comme camp d'internement des nazis mais aussi d'opposants politiques au régime soviétique,, tout comme trois autres camps de concentration nazis (dont Torgau). Au total, 28 000 personnes (dont environ 1 000 femmes) seraient passées dans le camp spécial. 7 113 seraient mortes pendant leur détention, une surmortalité due particulièrement au manque de nourriture pendant l'hiver 1946/1947.
En RDA, le souvenir du camp spécial ne donnait pas lieu à commémoration. Jorge Semprún a rappelé en mars 2010 qu'un bois a été créé par les Soviétiques pour cacher les fosses communes qui sont invisibles au visiteur et n'ont jamais été fouillées pour déterminer l'origine des victimes. C'est seulement après la disparition de la RDA que les autorités de l'Allemagne fédérale ont encouragé l'étude et la commémoration de cet épisode, ce qui conduisit à la conception d'une exposition permanente sur le Speziallager Nr. 2 sur l'Ettersberg à côté de celle consacrée au camp de concentration.

### Sort des enfants

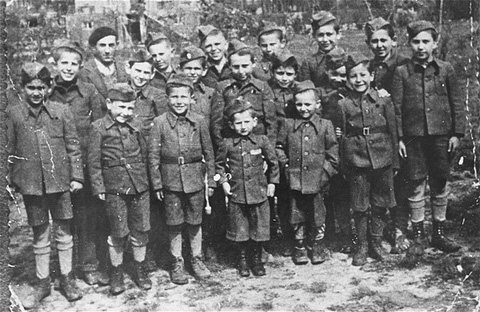
Groupe d'enfants juifs survivants du camp, vêtus d'uniformes de la Jeunesse hitlérienne par pénurie de vêtements, v. mai 1945.

Quand les troupes américaines libèrent le camp de concentration en avril 1945, elles y trouvent quelque 1 000 enfants dont une trentaine de garçons de moins de 13 ans. La plupart sont originaires de Pologne mais aussi de Hongrie, Slovénie ou Ruthénie. Les rabbins Herschel Schacter et Robert Marcus, aumôniers de l'armée américaine, contactent les bureaux de l'Œuvre de secours aux enfants (OSE) située à Genève, qui s'organise pour envoyer dans un premier temps, 427 des enfants en France (escortés par le rabbin Marcus), 280 en Suisse (escortés par le rabbin Schacter) et 250 en Angleterre. Leur sauvetage est dû à l'action de la résistance clandestine.

#### Jeunes rescapés en France
En raison de la difficulté à trouver des vêtements pour les enfants, les garçons sont vêtus d'uniformes des Jeunesses hitlériennes mais lorsque leur train franchit la frontière française, il est accueilli par une foule en colère qui prend les enfants rescapés pour de jeunes nazis. Par la suite, les mots « orphelins Buchenwald » sont peints sur le train pour éviter toute confusion.

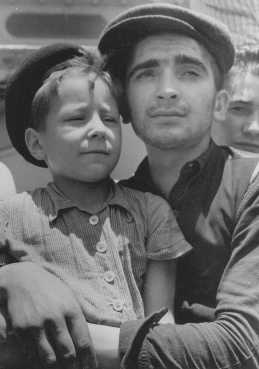
Yisrael Meir (Lulek) Lau, 8 ans, arrive de Marseille au port de Haïfa, le 15 juillet 1945. Il deviendra rabbin en Israël.

Le 6 juin 1945, le transport français arrive à la gare de Gisors où 426 enfants survivants sont attendus et accueillis par le docteur Françoise Brauner et son époux, le pédagogue Alfred Brauner,, et conduits à un foyer pour enfants à Écouis (Eure), peu adapté à ceux devenus des adolescents en colère contre ce qu'ils ont subi. Pendant un à deux mois, ils reçoivent des soins médicaux, des conseils et sont scolarisés jusqu'à ce qu'on leur trouve un logement permanent. 173 enfants qui ont de la famille en Palestine reçoivent des certificats d'immigration pour s'y rendre, en montant à Marseille à bord du navire néo-zélandais RMS Mataroa les menant jusqu'au port de Haïfa, en juillet 1945,.
D'Écouis, les enfants restants sont envoyés au château de Boucicaut à Fontenay-aux-Roses. Les adolescents les plus âgés se retrouvent dans un foyer pour étudiants rue Rollin à Paris où ils suivent des cours de formation professionnelle ou travaillent déjà à des emplois dans la ville. Une centaine de garçons religieux sont conduits au château d'Ambloy (Loir-et-Cher) puis en octobre 1945, sont transférés au château de Vaucelles à Taverny (Val-d'Oise). Une cinquantaine de garçons non-religieux rejoignent autant d'orphelins juifs français séjournant à la villa Concordiale au Vésinet (Yvelines), et en été, se rendent dans un foyer à Champigny-sur-Marne (Val-de-Marne). Partout, ces enfants et adolescents vont à l'école ou suivent une formation professionnelle pendant que les services de l'OSE recherchent leurs parents mais ne retrouvent parmi eux qu'une moitié de survivants de la Shoah.
À la fin de 1948, tous les jeunes rescapés de Buchenwald arrivés en France quittent le giron de l'OSE pour poursuivre leur propre chemin.

### Mémoire historique
En République démocratique allemande (RDA), fondée en 1949, le régime communiste fonde sa légitimité sur le combat des militants antifascistes. Une forme de « culte » de la résistance au sein du camp Buchenwald est instaurée, avec notamment la création d'un musée en 1958, et la célébration chaque année du serment de Buchenwald prononcé le 19 avril 1945 par les prisonniers qui s'engageaient à lutter pour la paix et la liberté.
Dans les années 1990, « l'antifascisme d’État » de la RDA laisse place à « l'anticommunisme d’État » de la RFA. Le remaniement du site mémoriel de Buchenwald est immédiatement entrepris après la réunification et les autorités conçoivent un récit à rebours de l'ancien. S'ils ne sont pas totalement exclus, les communistes disparaissent en tant que groupe social, le récit dominant tendant à une personnalisation des acteurs de la résistance. Une exposition intitulée « Les légendes de la RDA » est entièrement consacrée à la dénonciation des « mythes » fondateurs du régime communiste ; on y exhibe notamment les « crimes » attribués à la résistance. Surtout, l'interprétation dominante de l'histoire de la RDA, reposant sur le concept de totalitarisme, induit l'équivalence entre communisme et nazisme. L'instrumentalisation politique de ces lieux de mémoire, notamment pour les besoins actuels de la RDA, a été particulièrement visible lors des grandes célébrations de la libération des camps de concentration, comme l'analyse l'historienne Anne-Kathleen Tillack-Graf en prenant l'exemple du journal du parti Neues Deutschland.
Des membres du parti d’extrême droite Alternative pour l'Allemagne (AFD) interviennent à Buchenwald, davantage qu’à Dachau, Sachsenhausen ou Ravensbrück, pour tenir des propos négationnistes. Le directeur du Mémorial, Volkhard Knigge, s’exprimant en 2020, y voit « l’indice de plus en plus sérieux d’un affaiblissement de la conscience historique ».

### Livre des morts numérique
Le 9 avril 2010, le livre des morts numérique « Die Toten 1937-1945 Konzentrationslager Buchenwald » a été publié en ligne avec plus de 38 000 noms. Il contient également des statistiques sur les morts officiellement enregistrés et des estimations sur le nombre d'autres victimes dont le nom est inconnu.

## Chêne de Goethe
Les nazis ont fait abattre par leurs prisonniers des dizaines d'hectares de forêt pour la construction du camp de concentration de Buchenwald. Un arbre, chêne ou hêtre, placé au milieu du camp, aurait été selon la légende celui sous lequel le poète, philosophe et dramaturge Goethe aurait eu l'habitude de se reposer, de méditer et de travailler. Étonnant symbole d'une Allemagne humaniste au cœur de l'horreur concentrationnaire nazie, il fut épargné. Il fut ensuite brûlé lors du bombardement allié de juillet 1944.
Une rumeur circulait parmi les déportés disant que l'Allemagne nazie disparaîtrait quand le chêne de Goethe serait abattu.

## Buchenwald, photographies de Jules Rouard
Toutes les images sont datées du 16 avril 1945. Elles ont pour auteur Jules Rouard, militaire et photographe belge qui a participé à la libération du camp avec l'armée américaine.

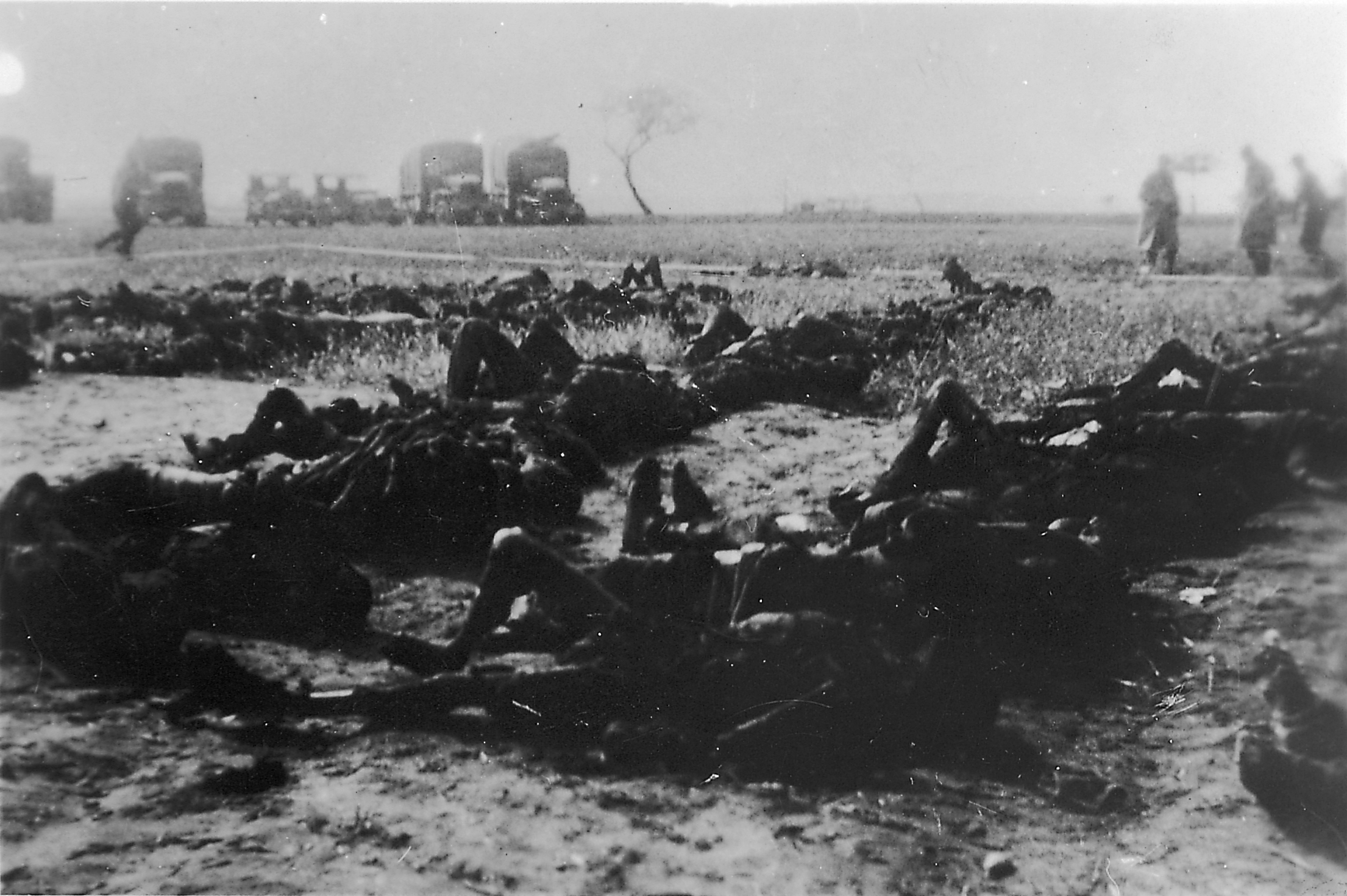
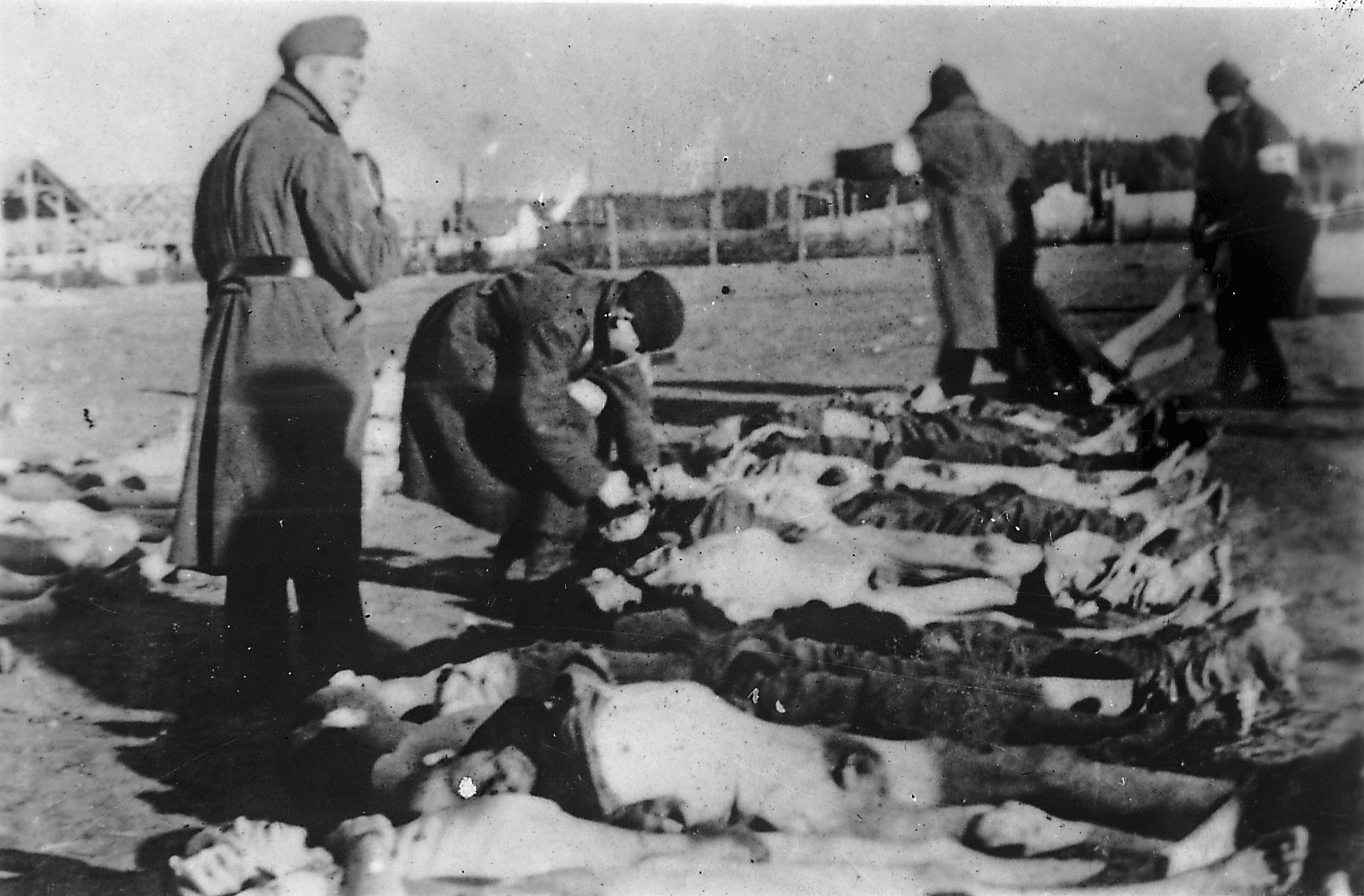
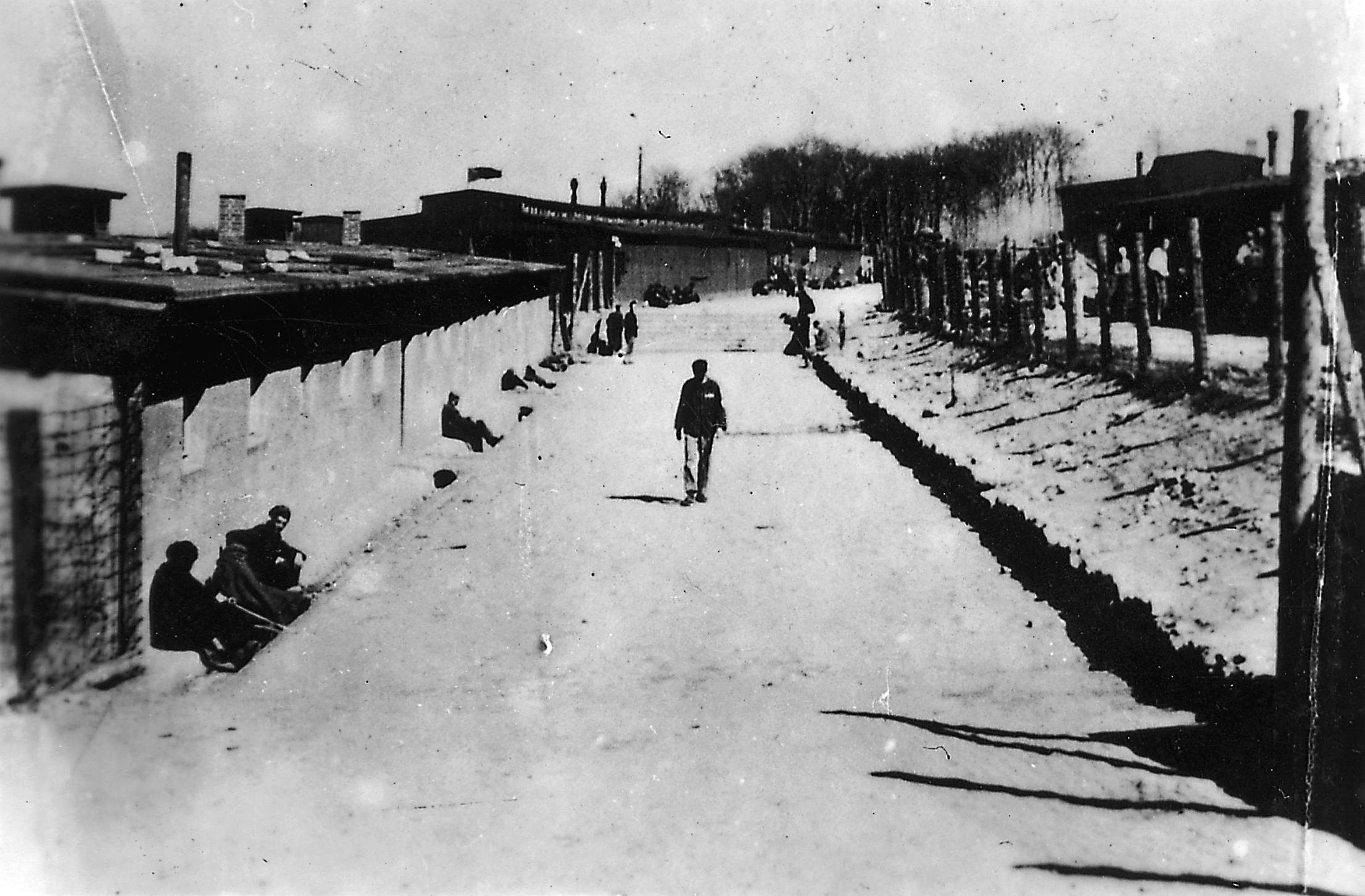
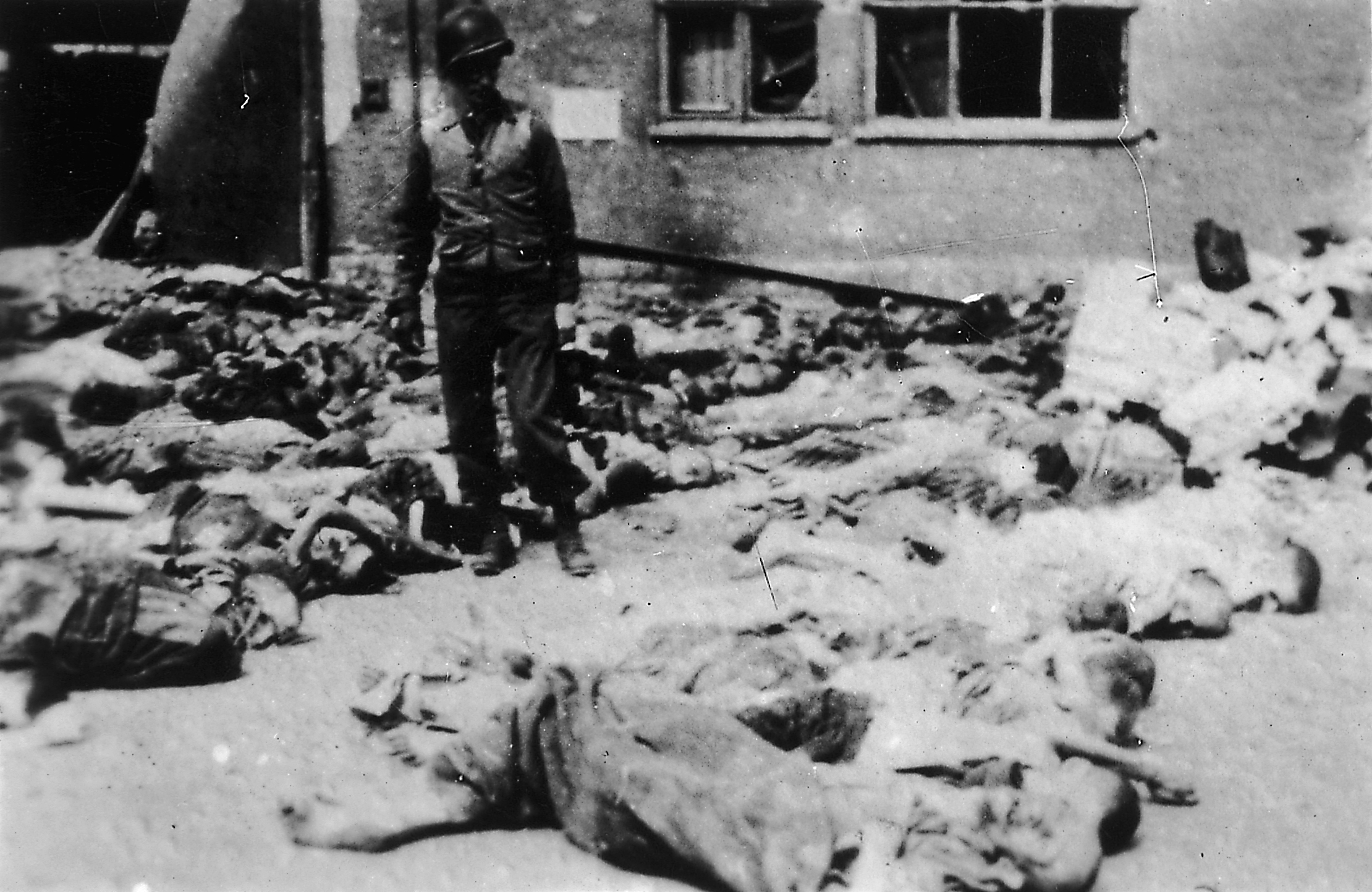
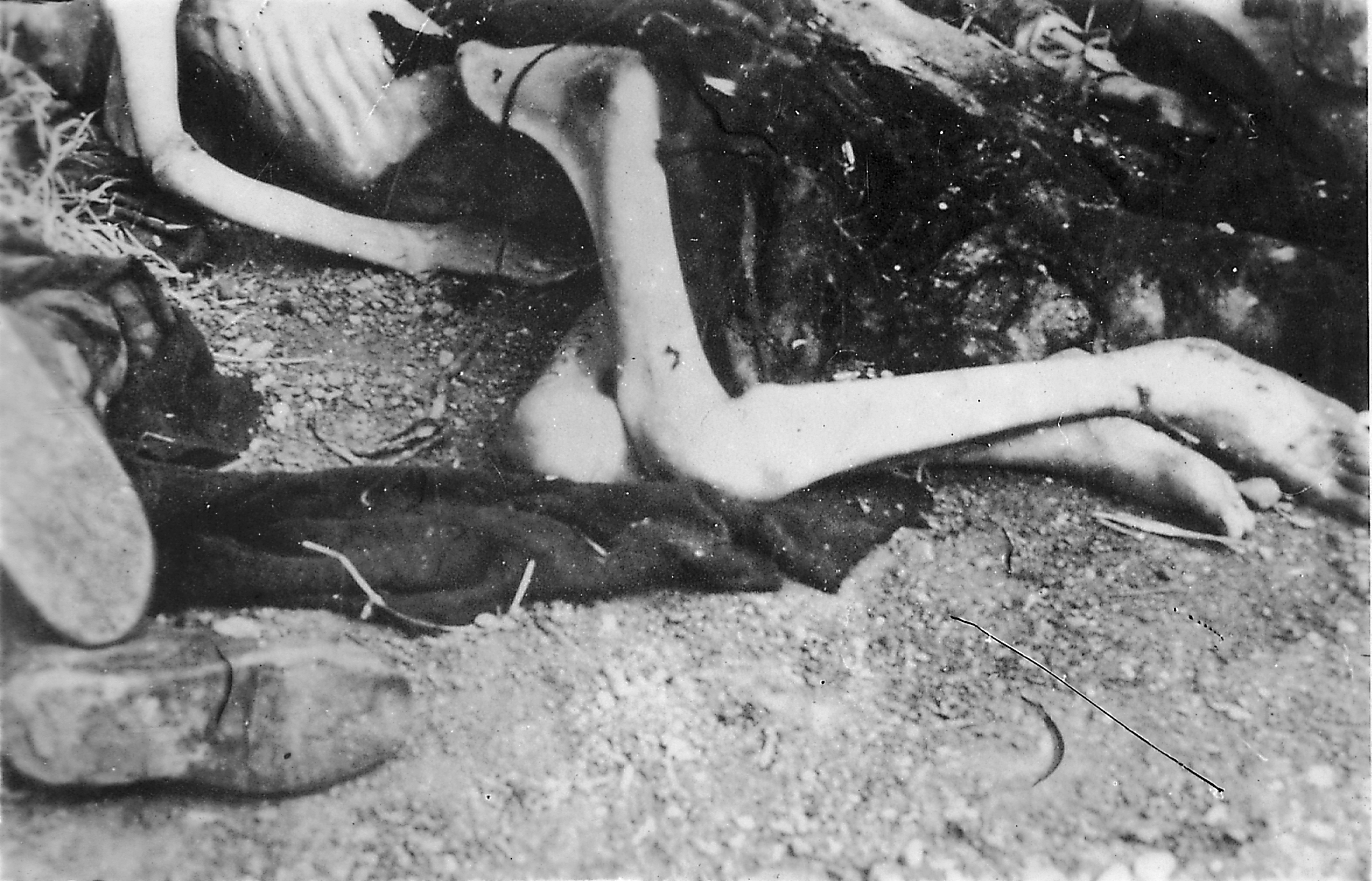
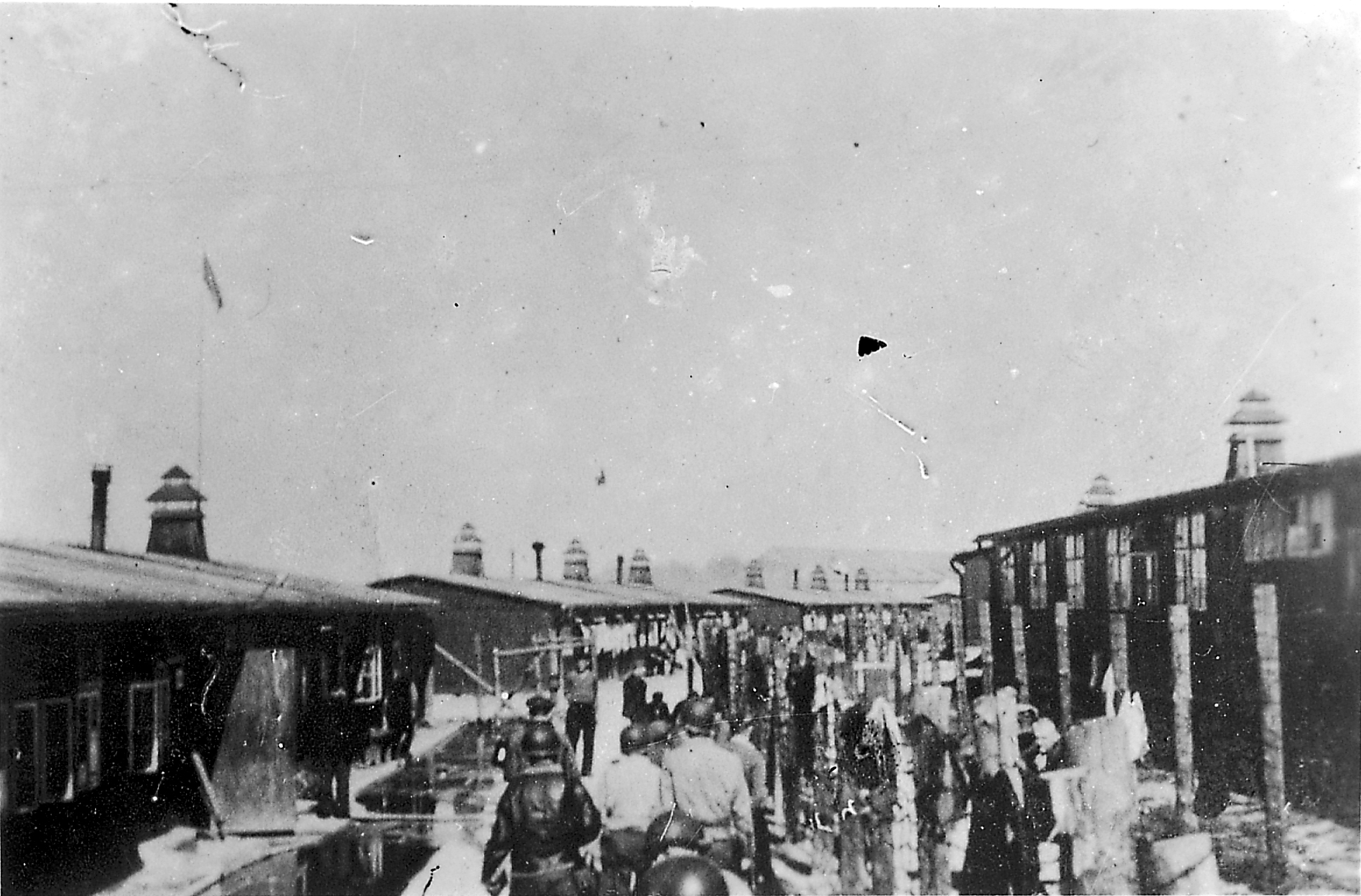
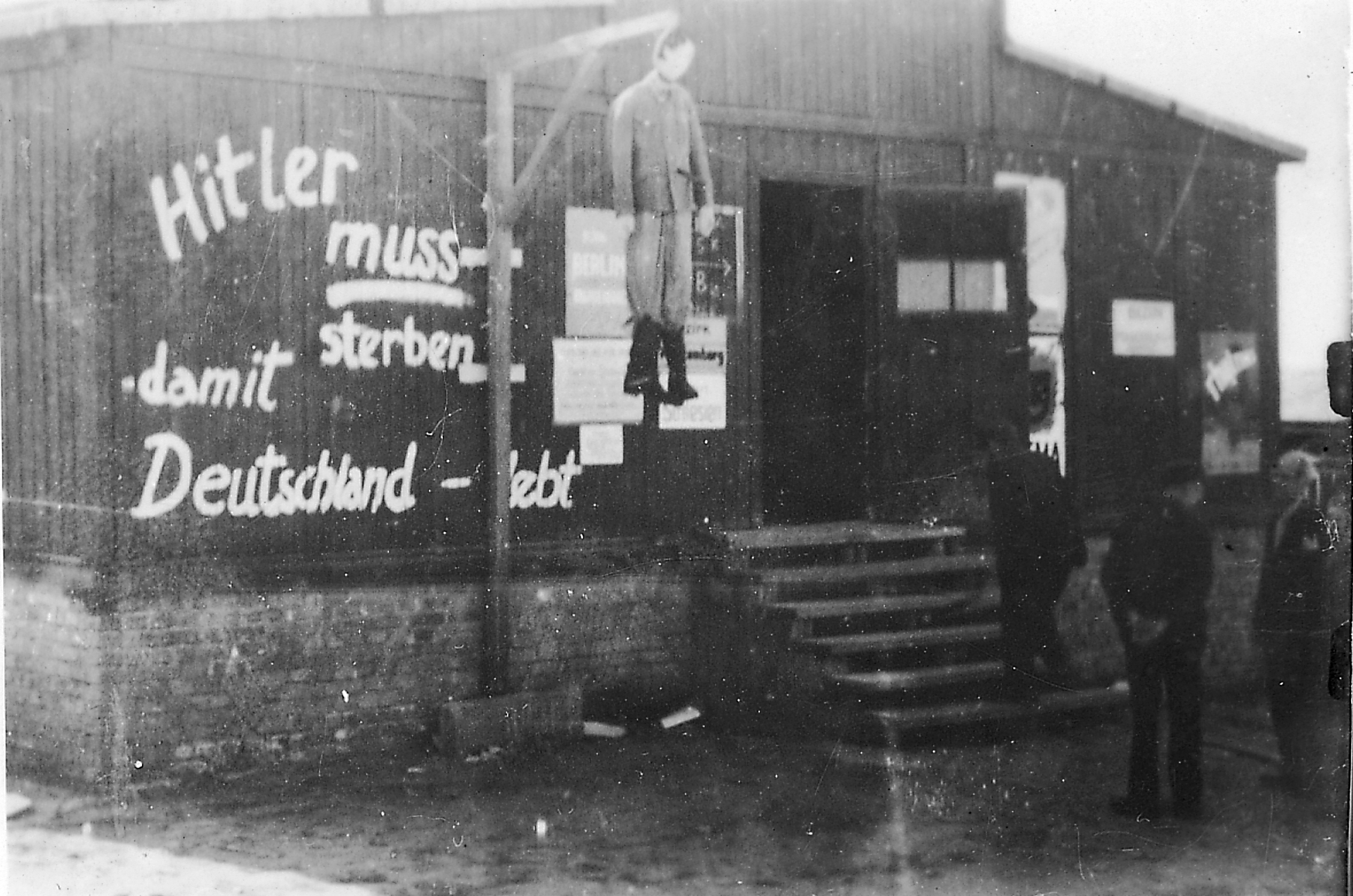
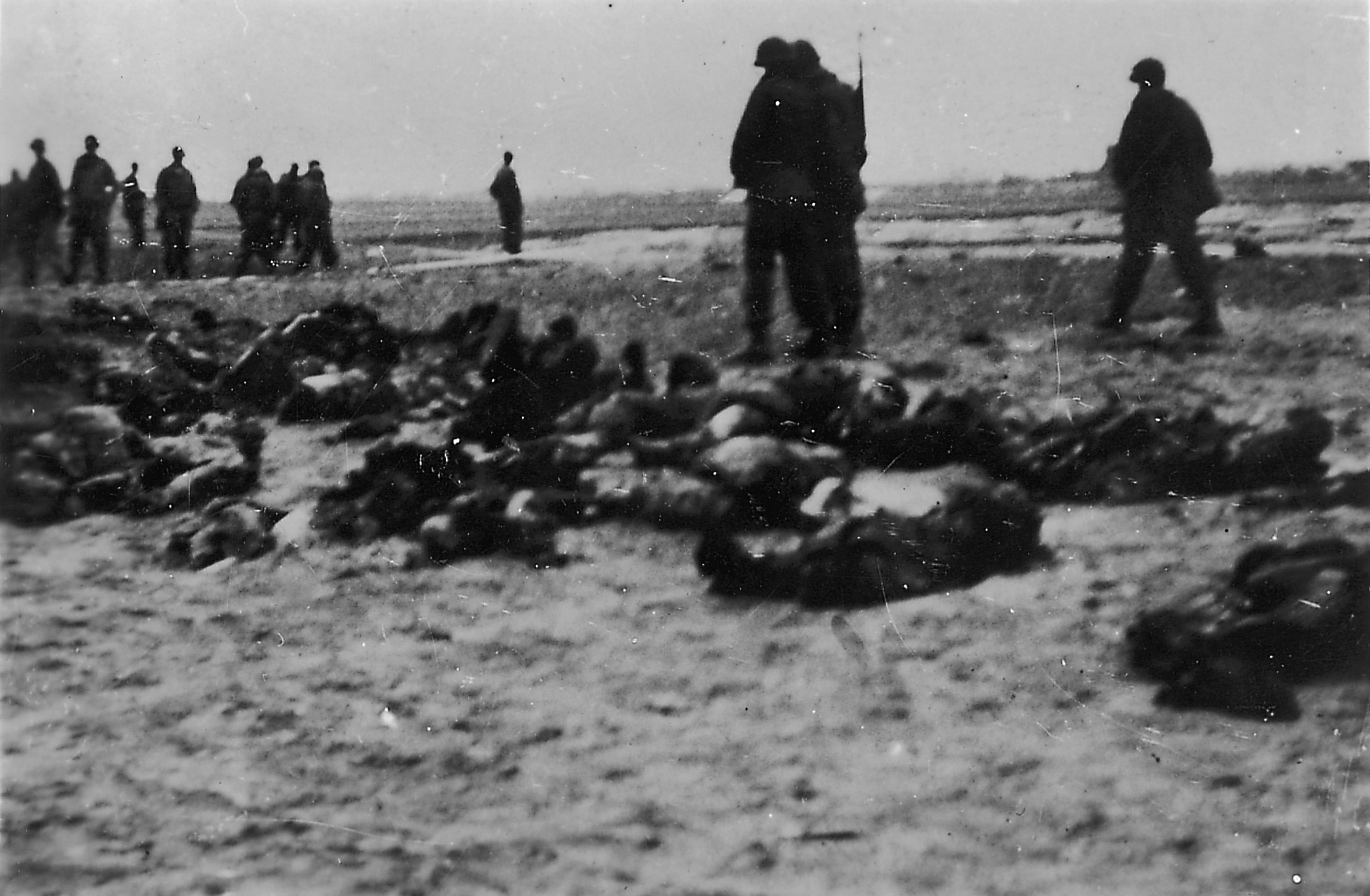
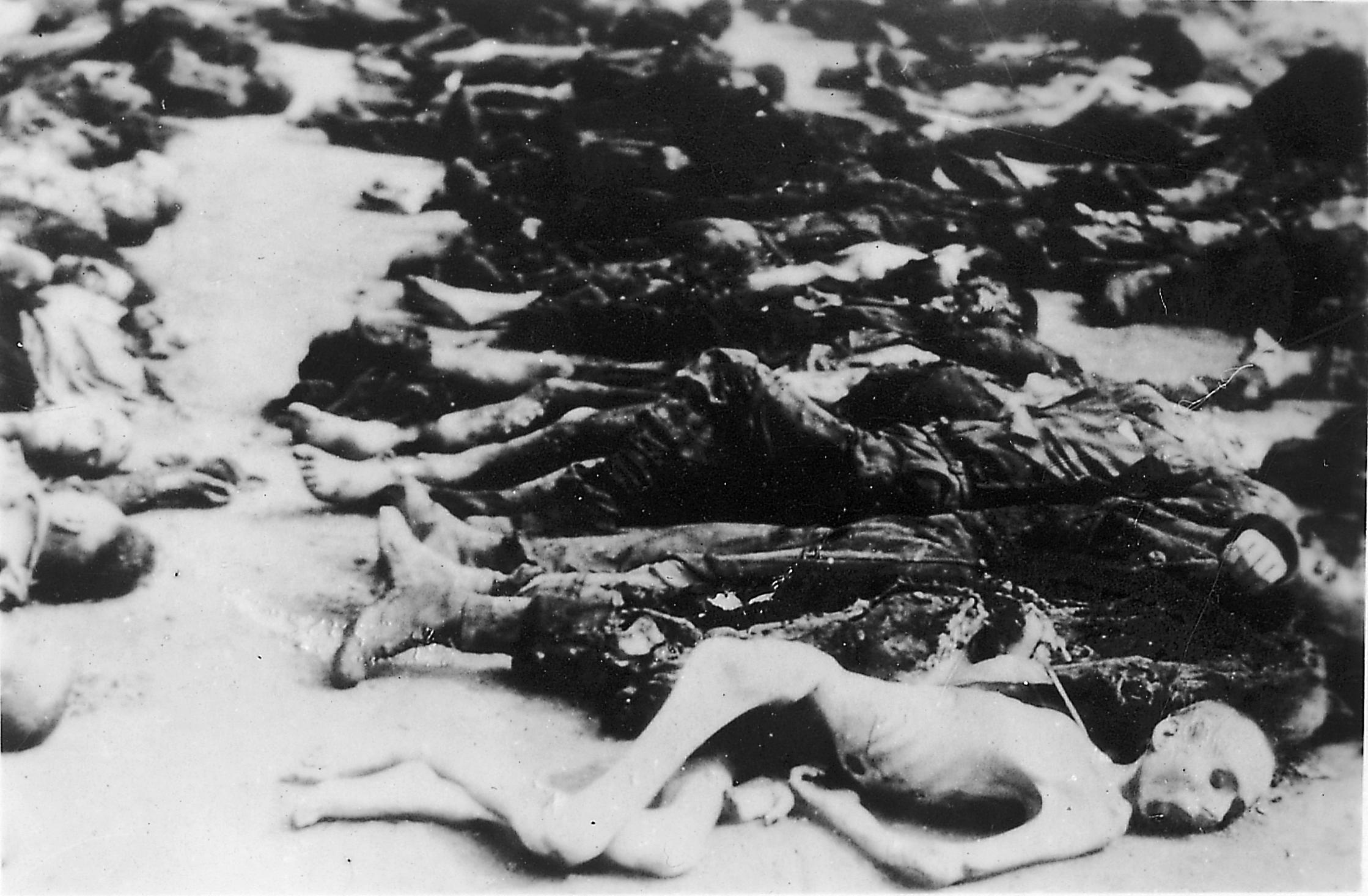
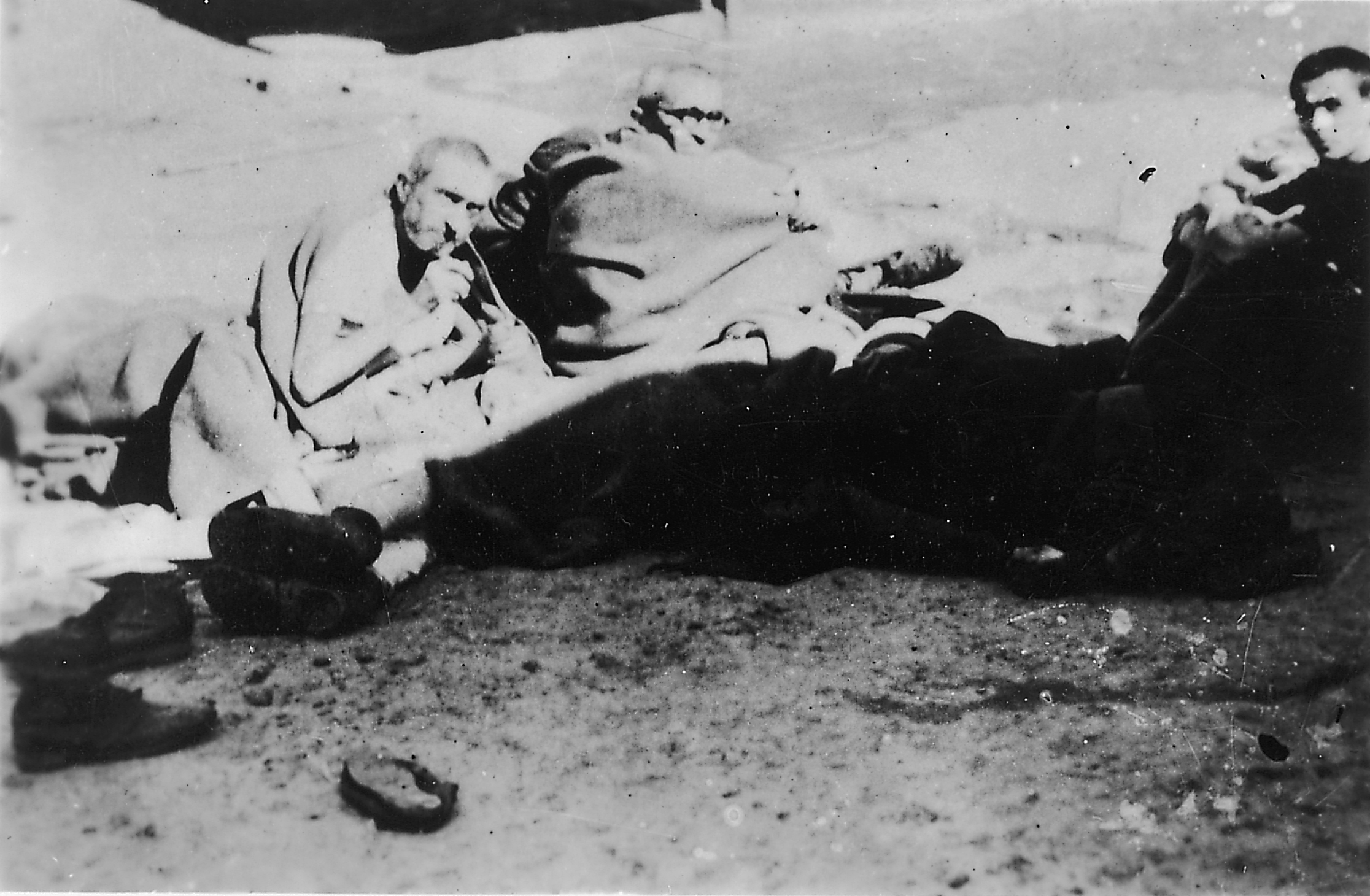
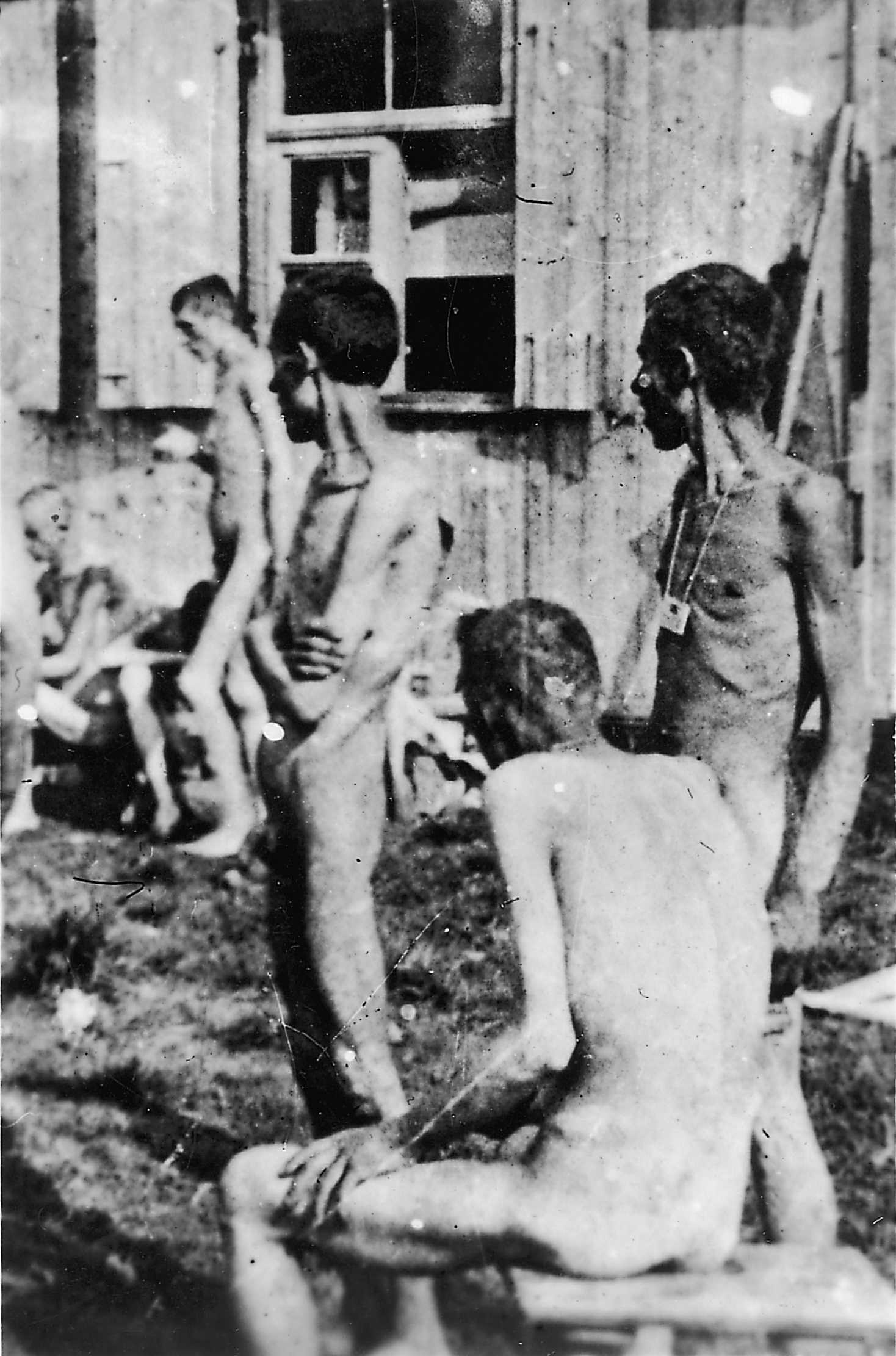
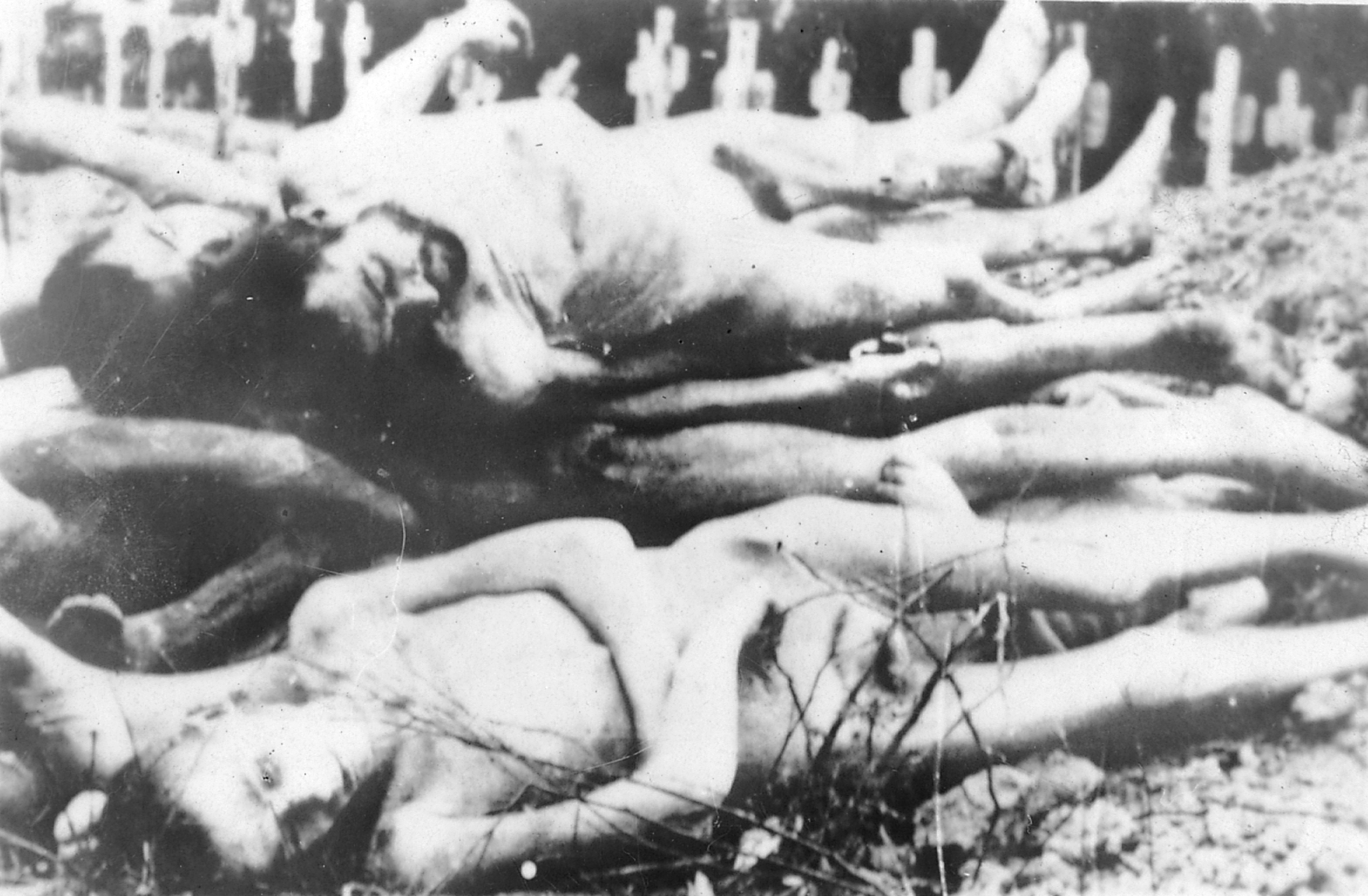
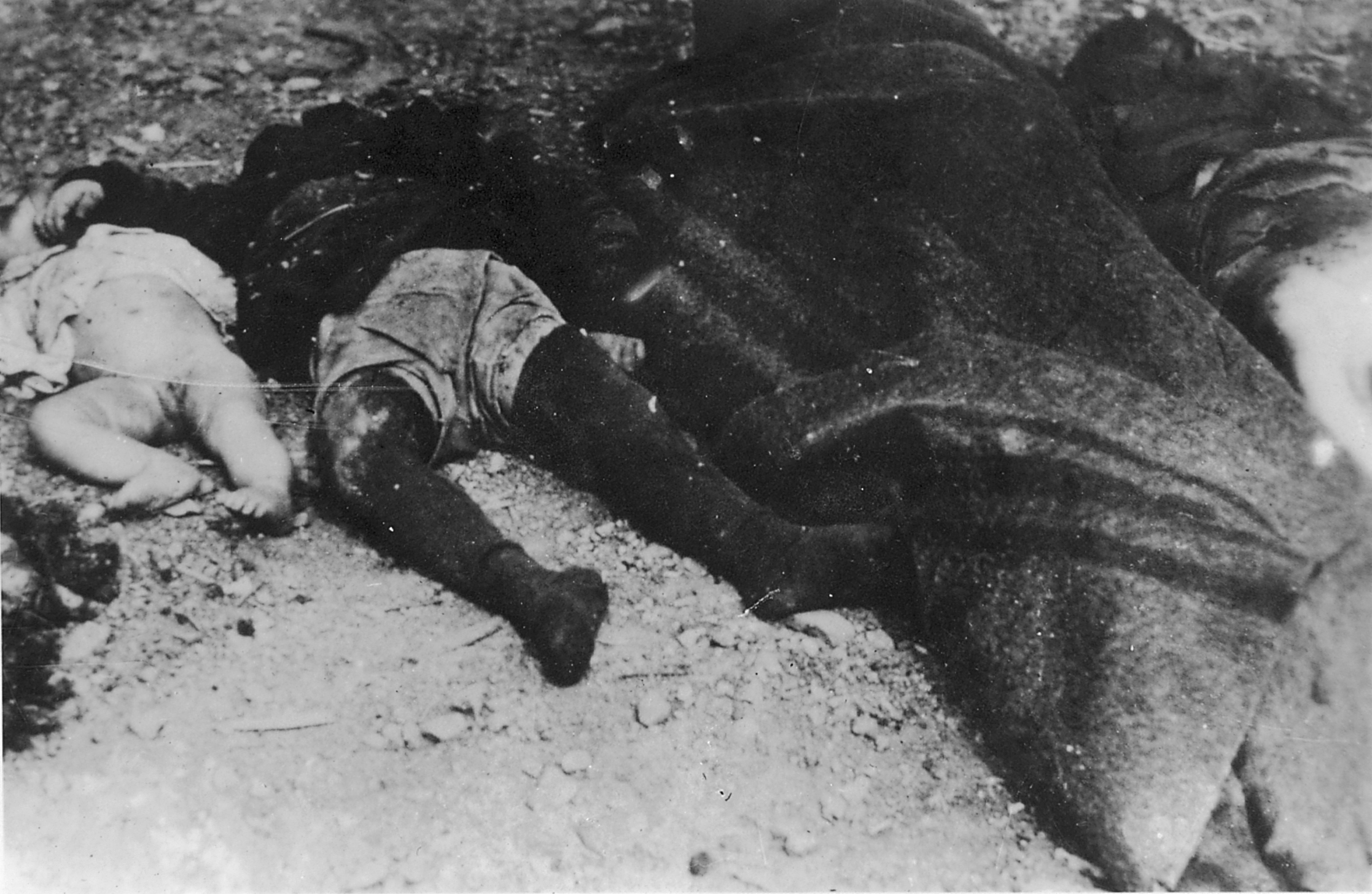
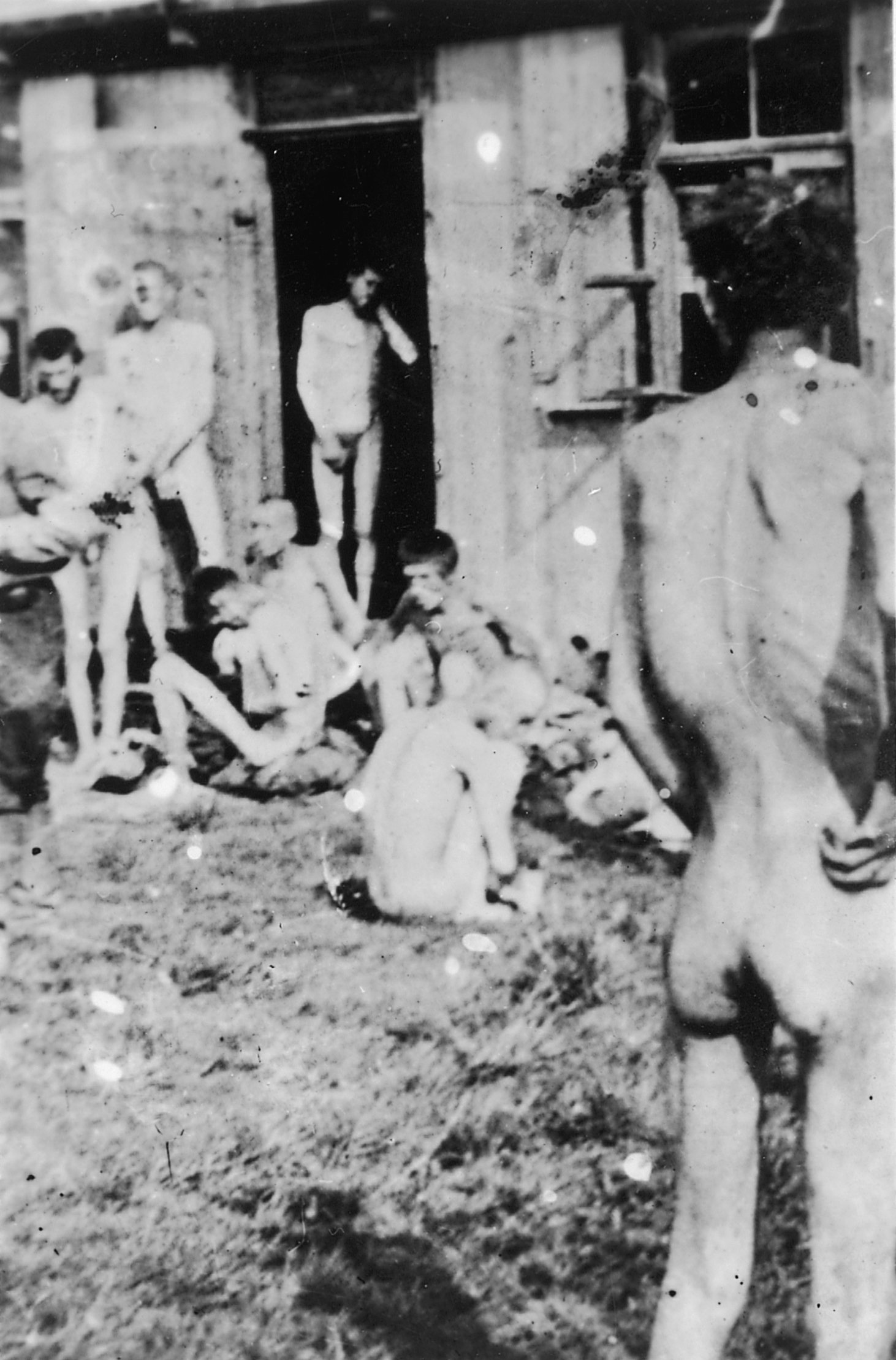
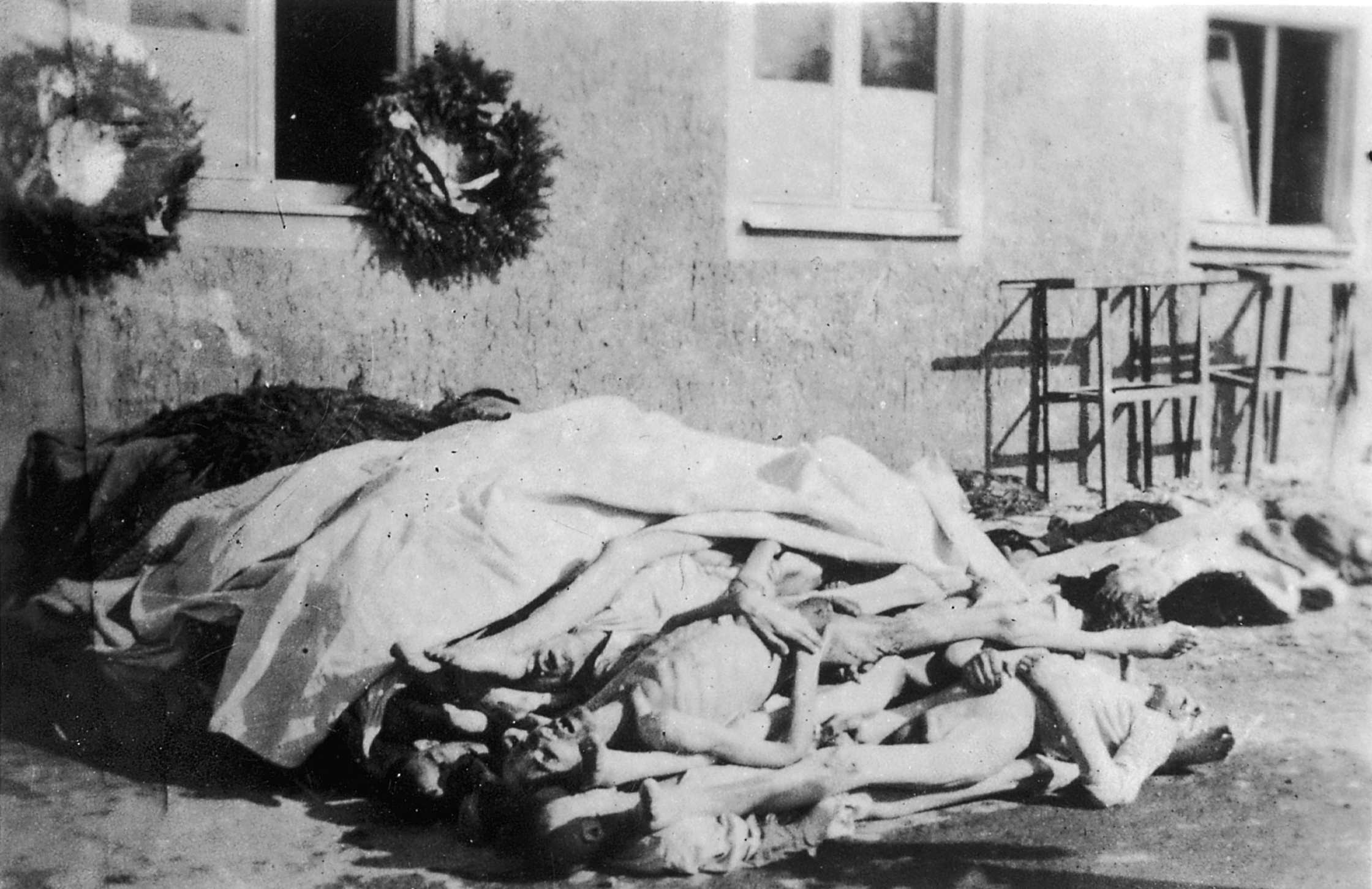
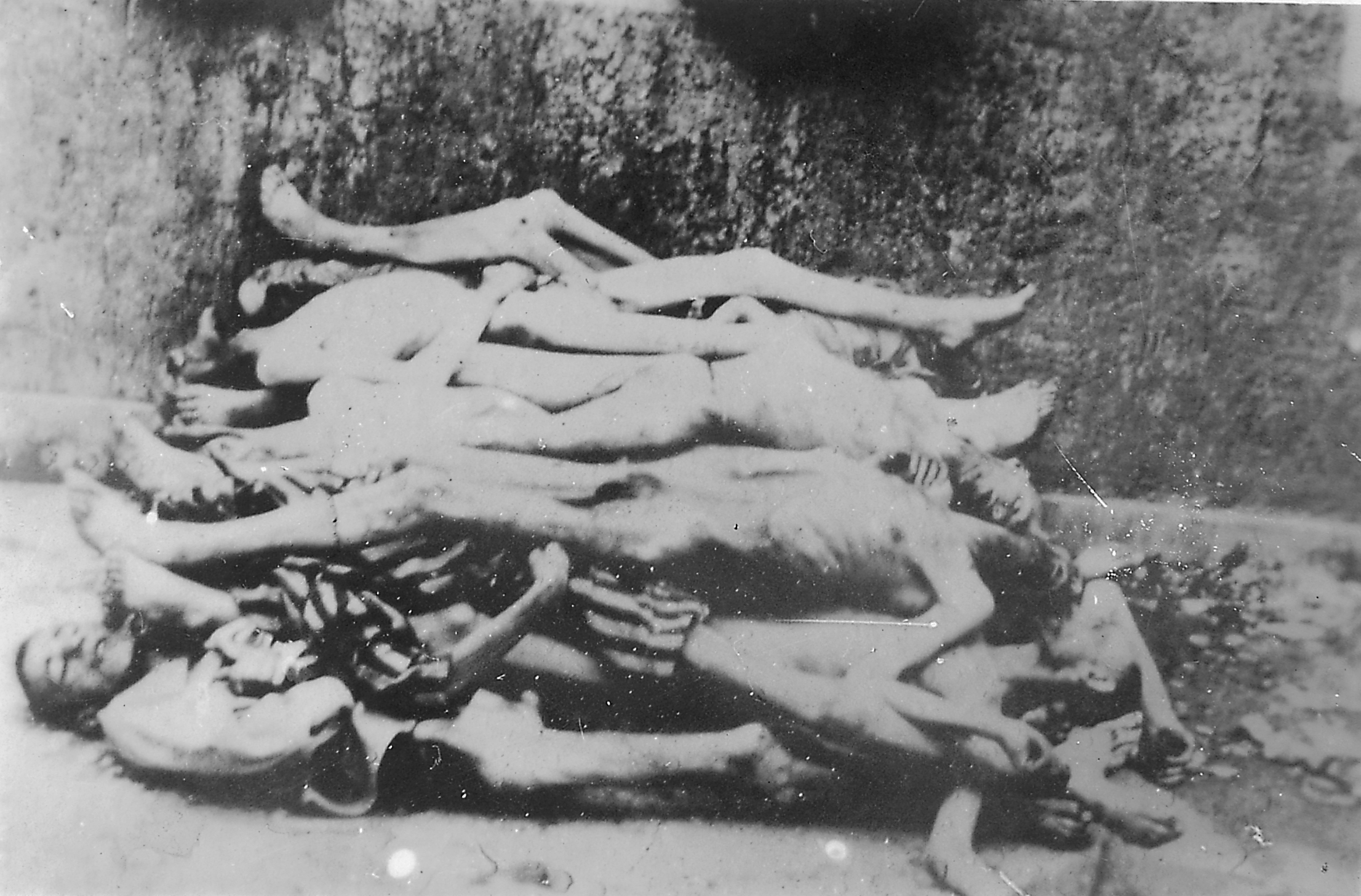
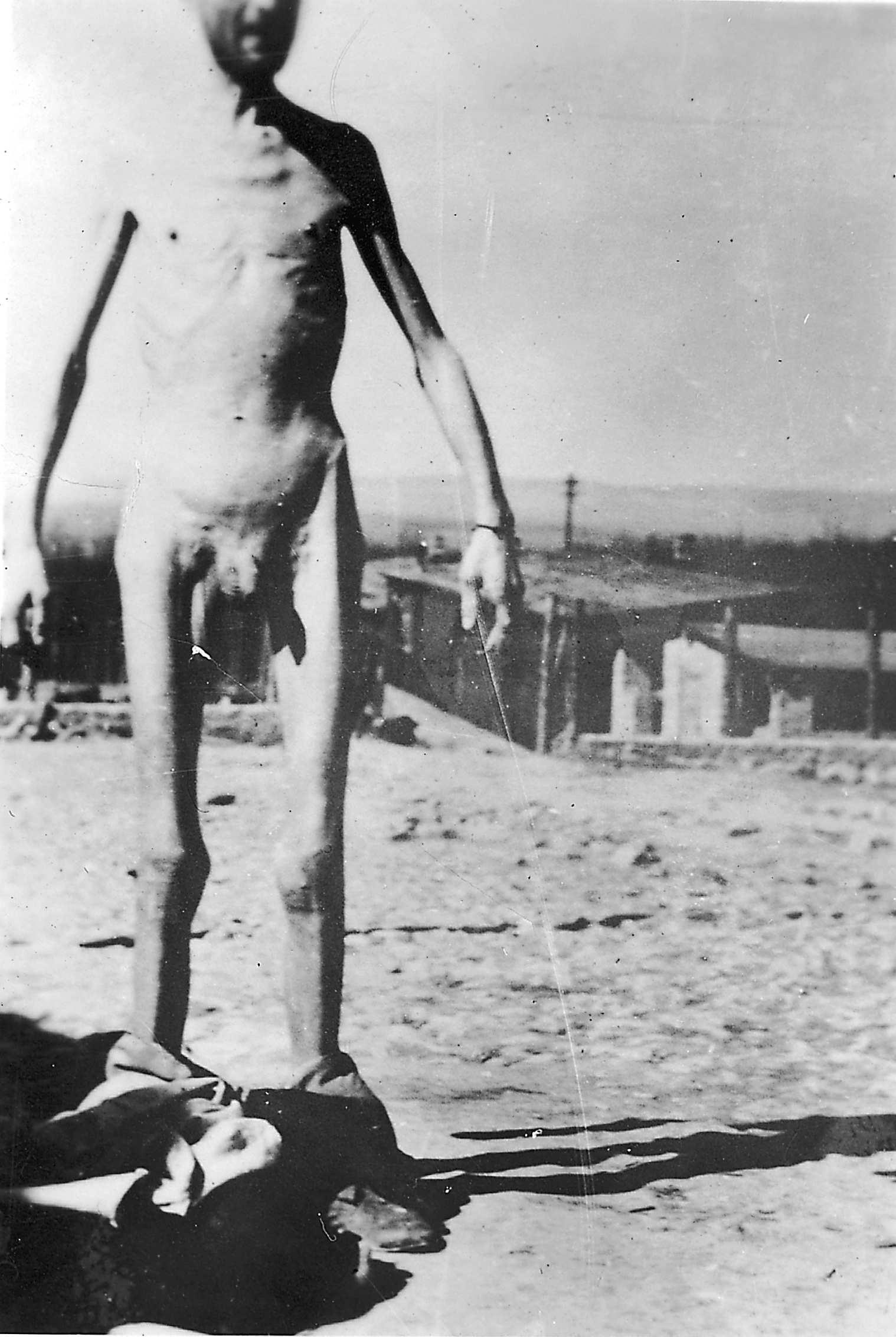
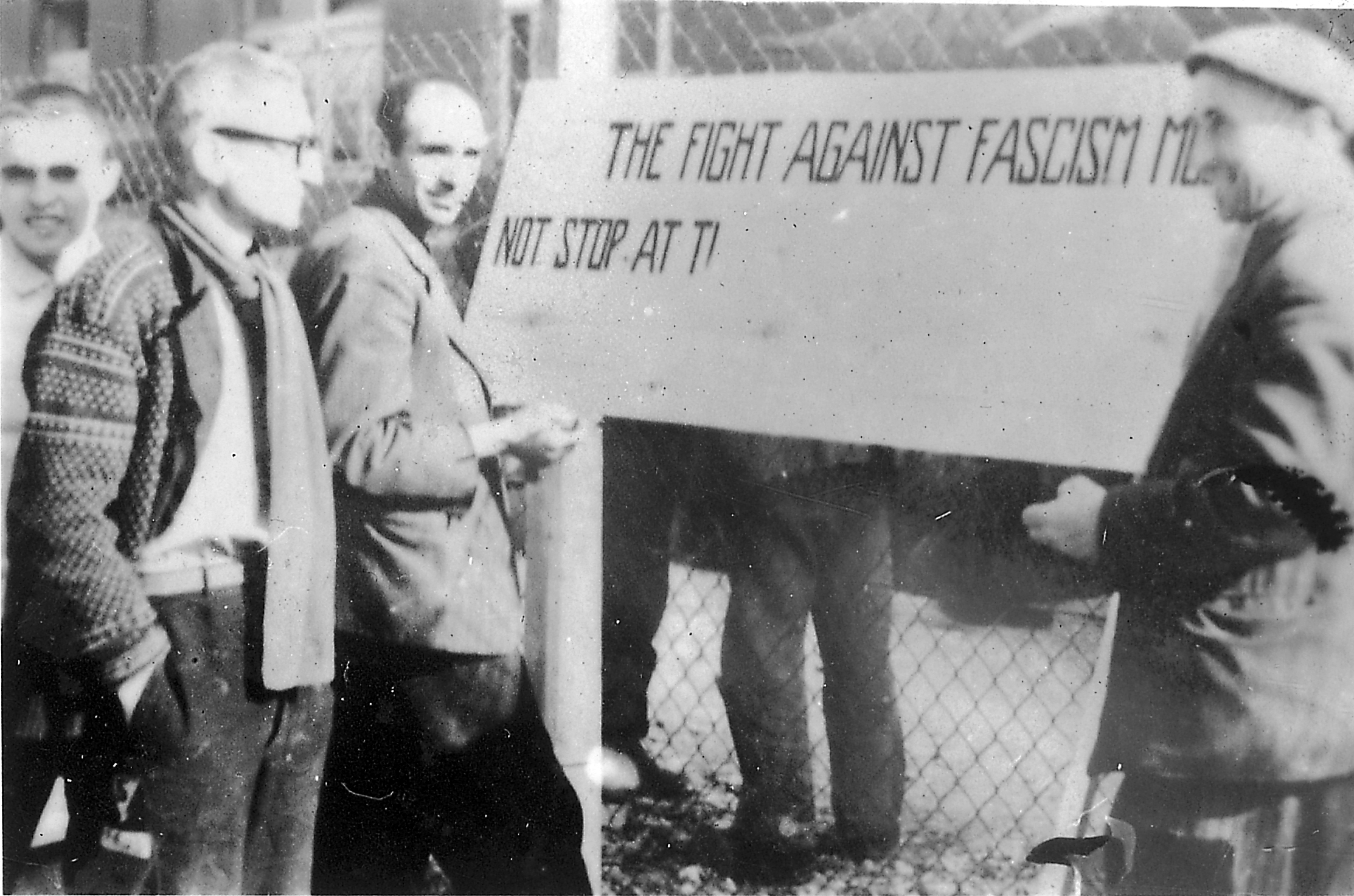
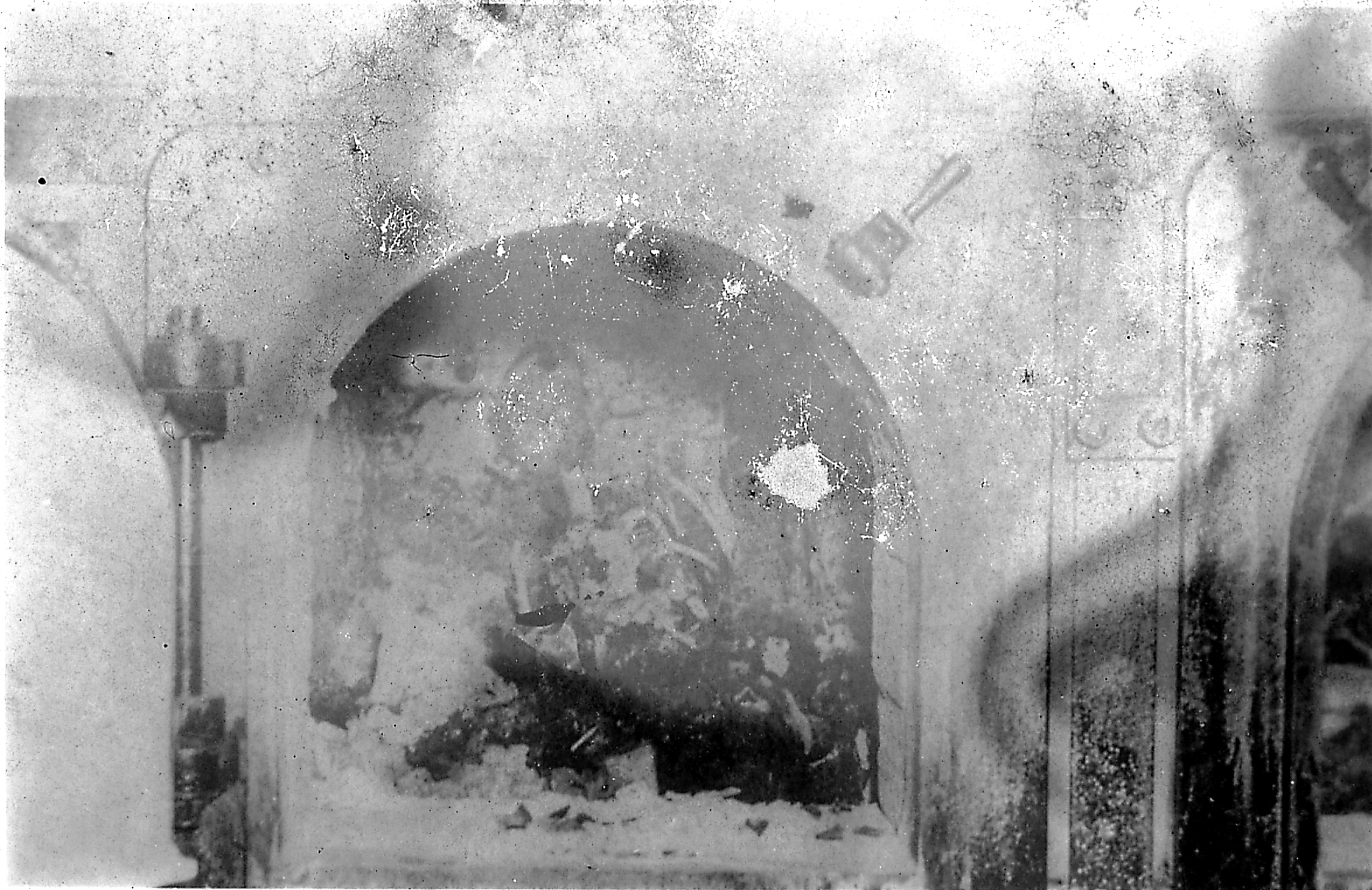
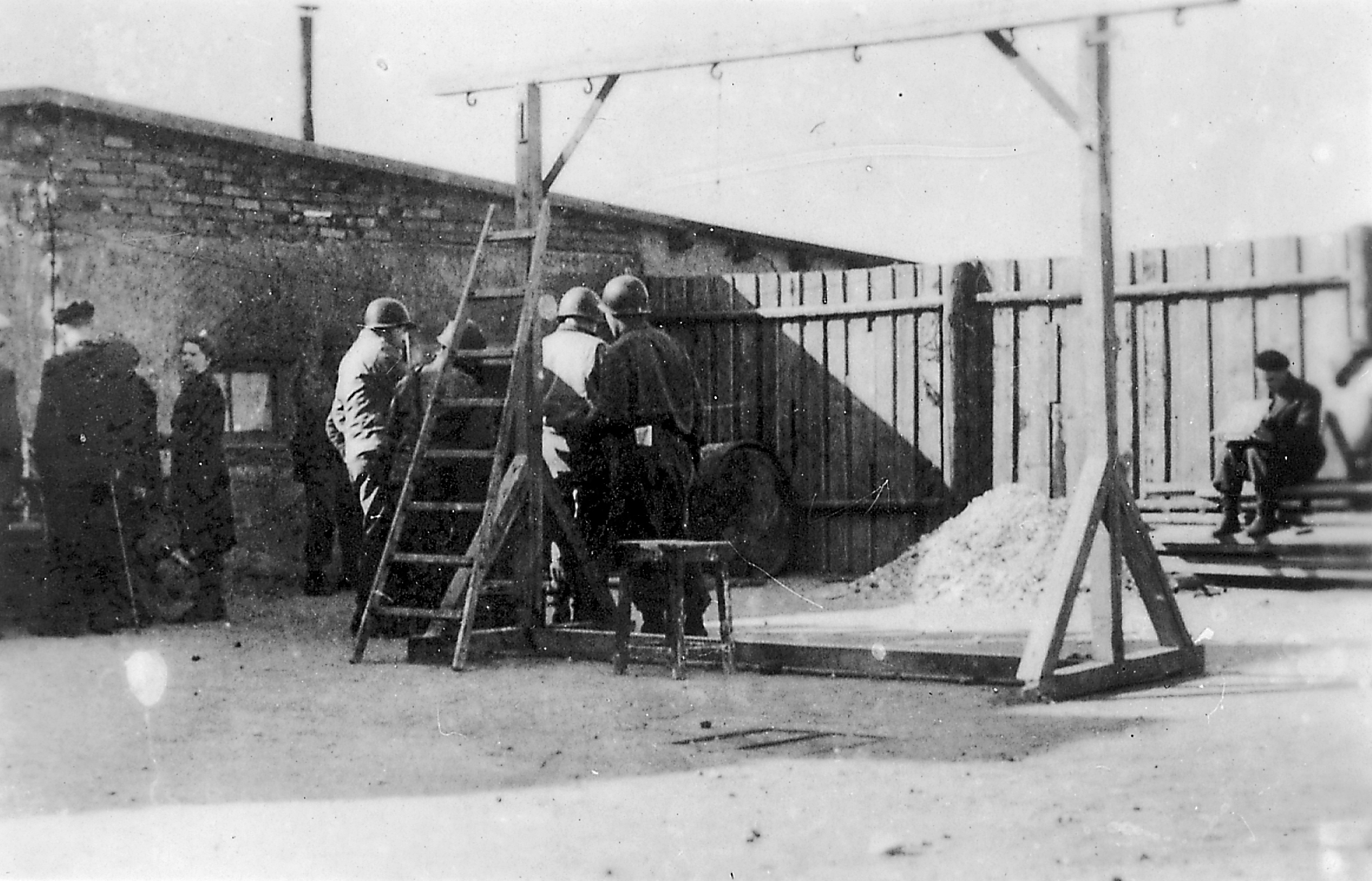
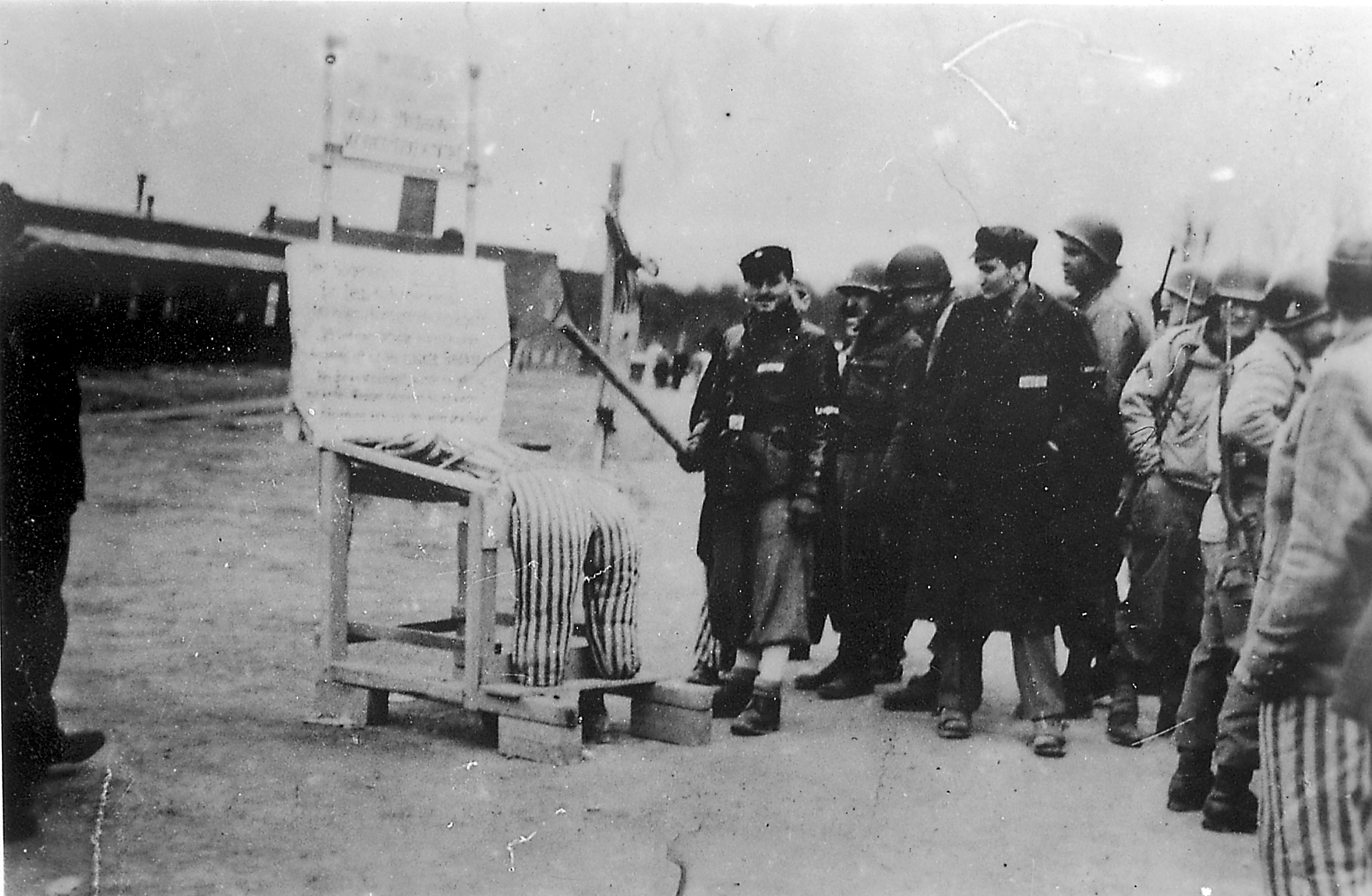
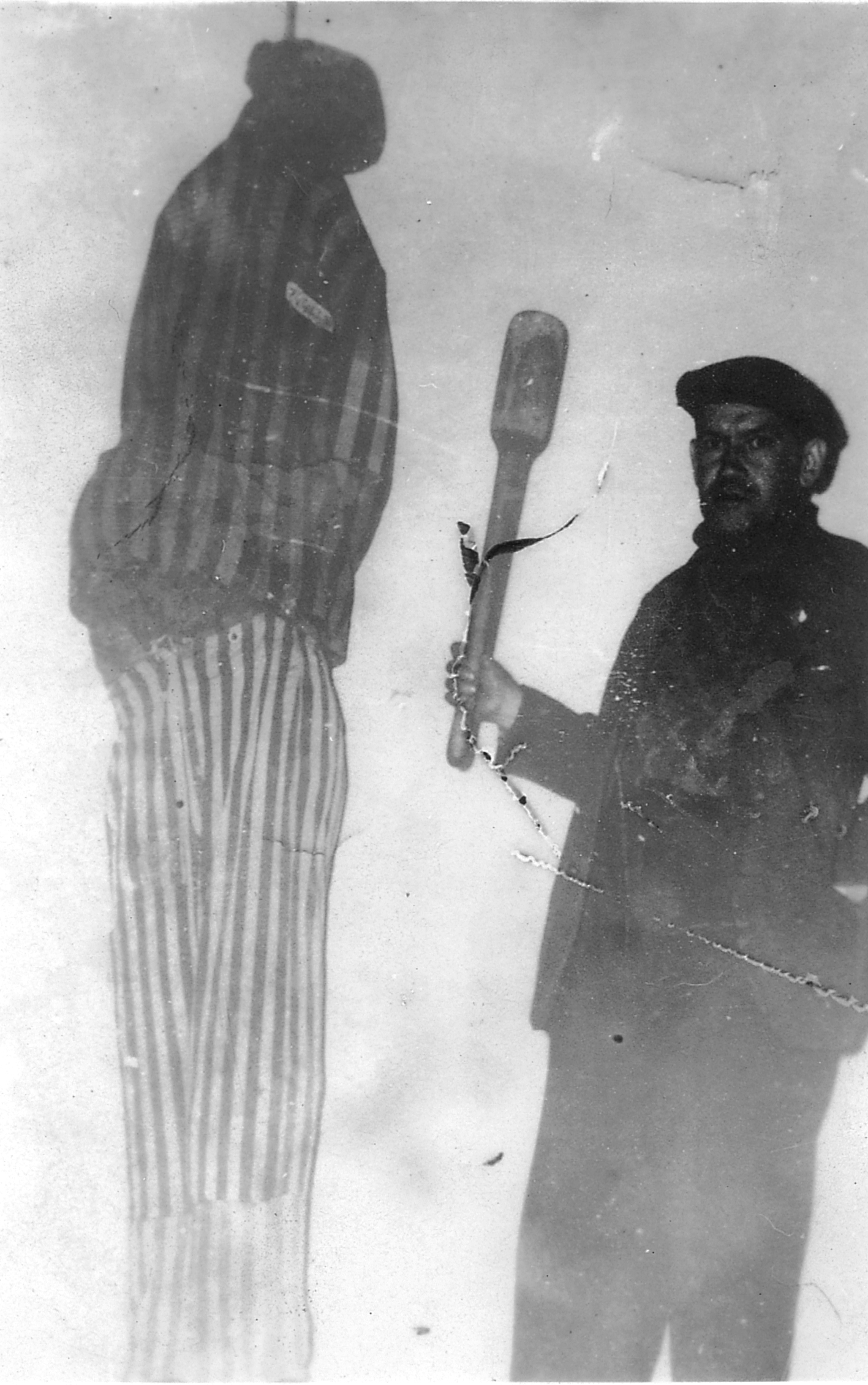
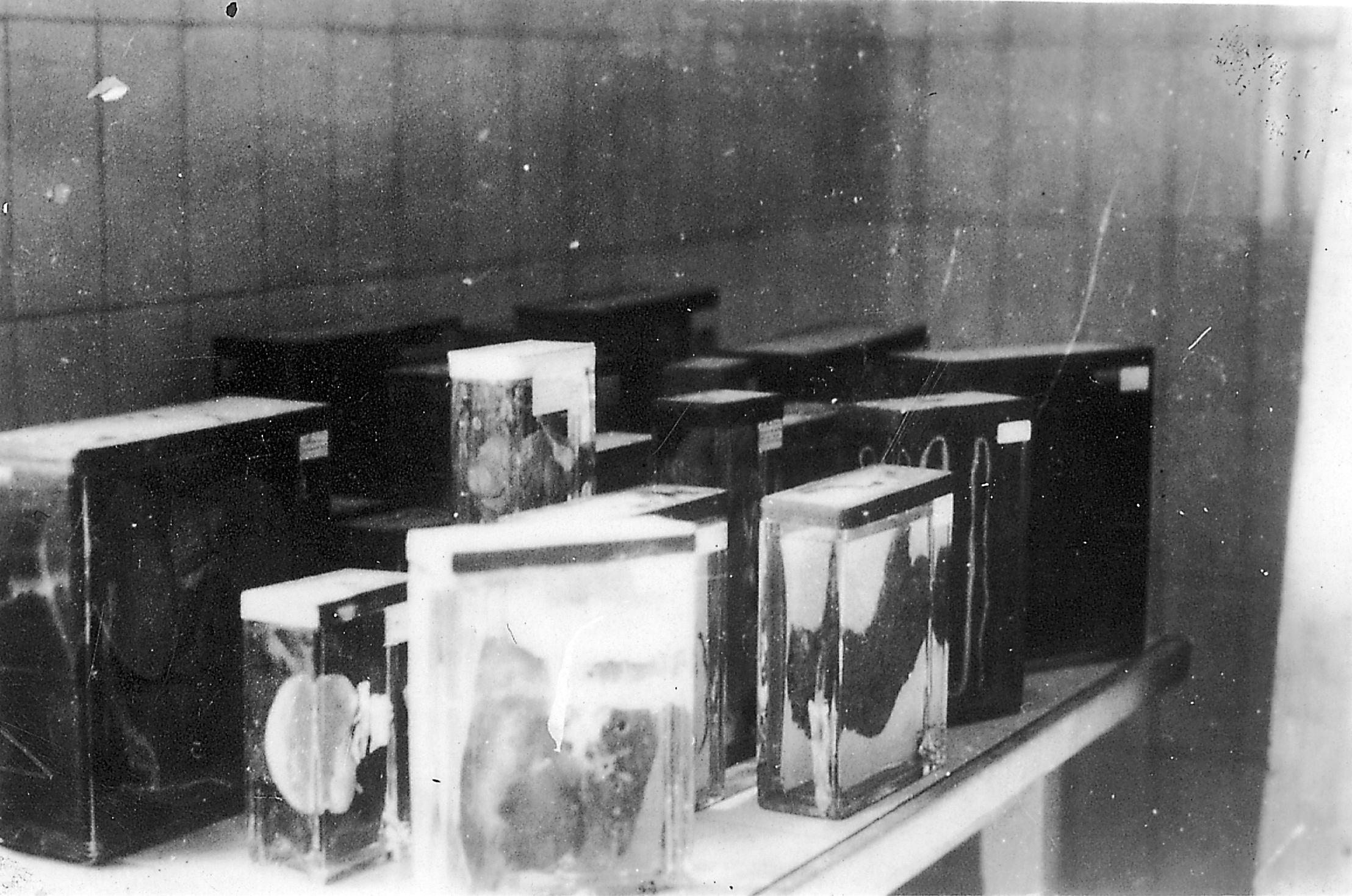
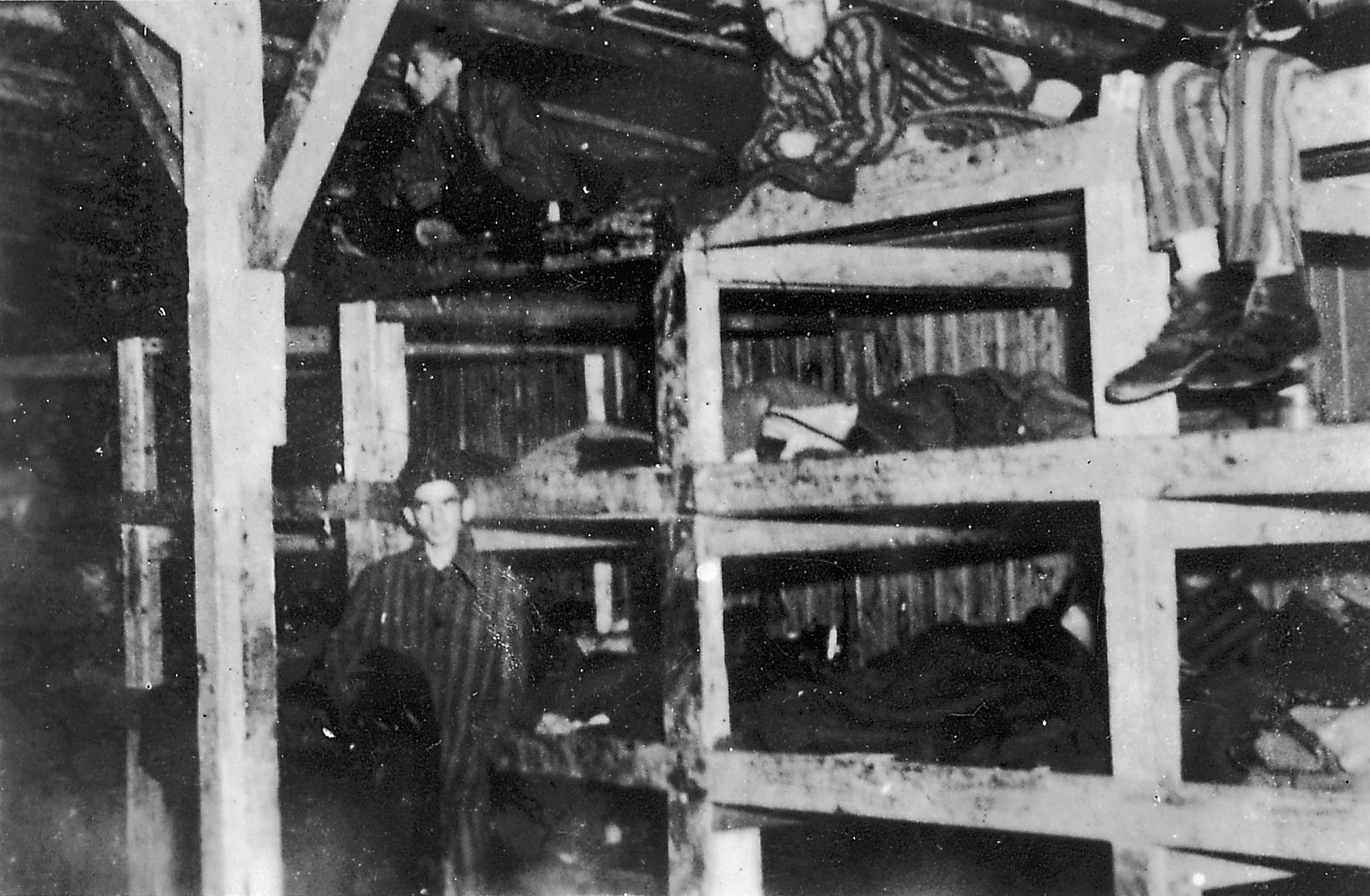
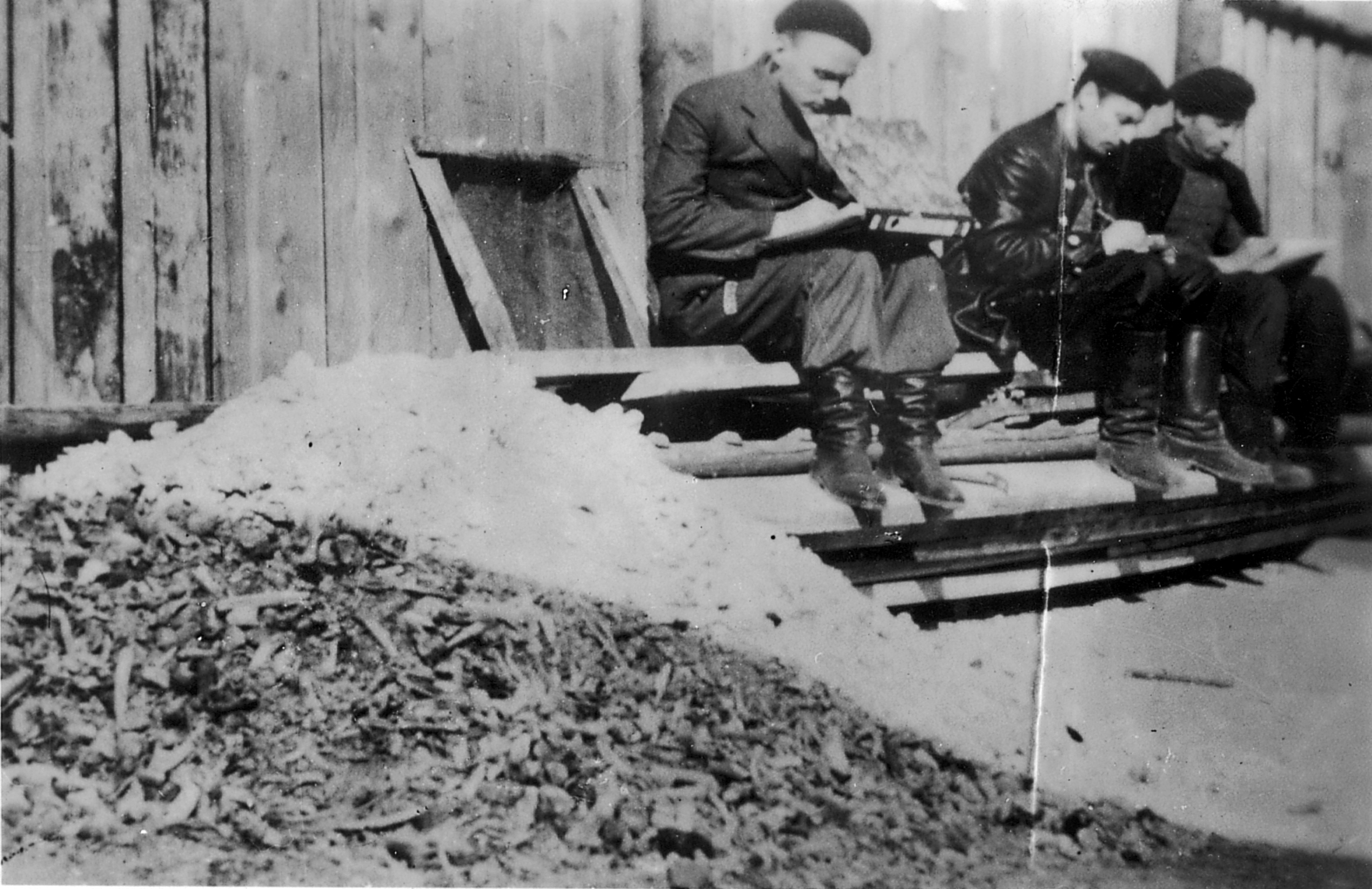
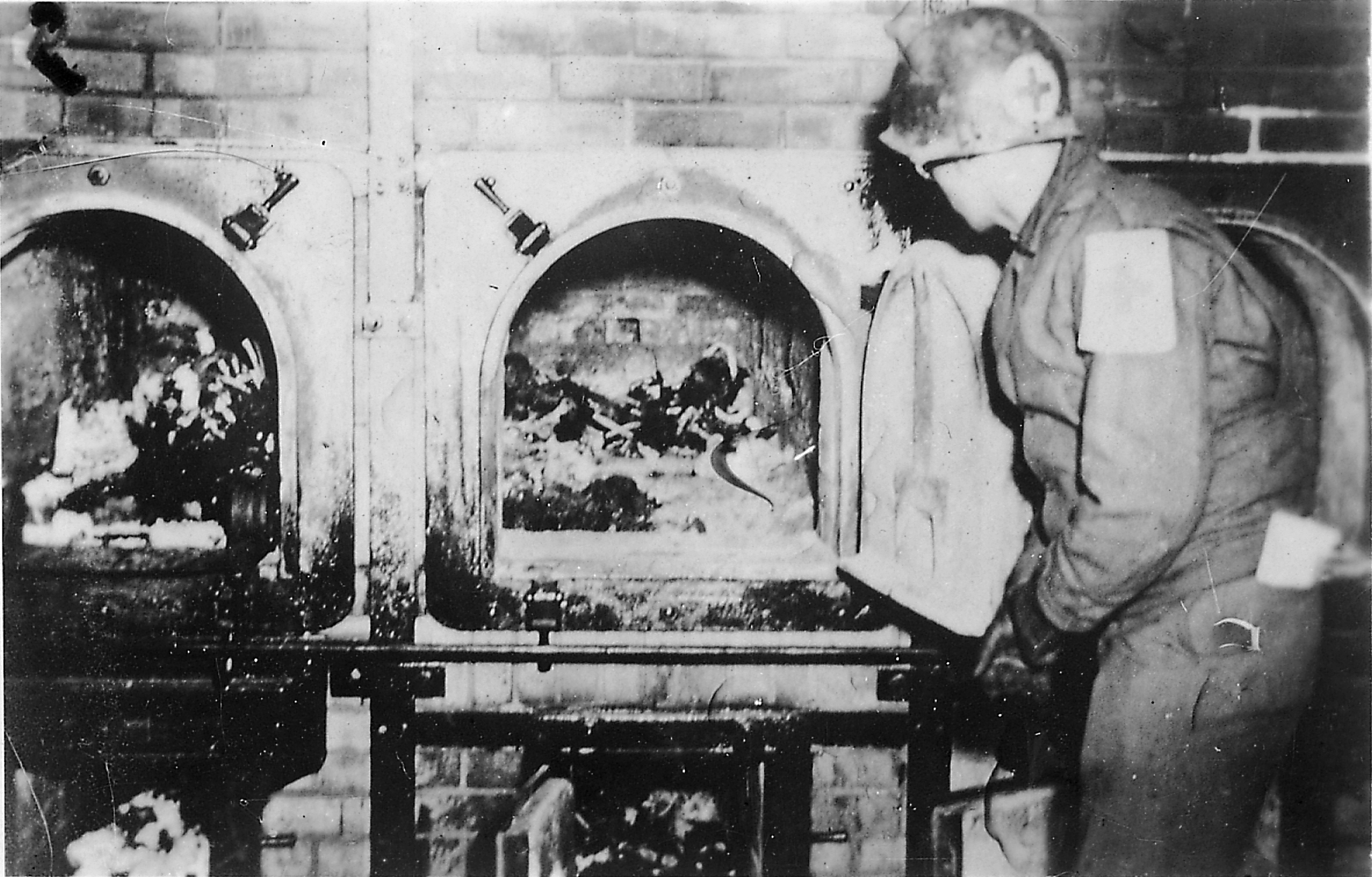
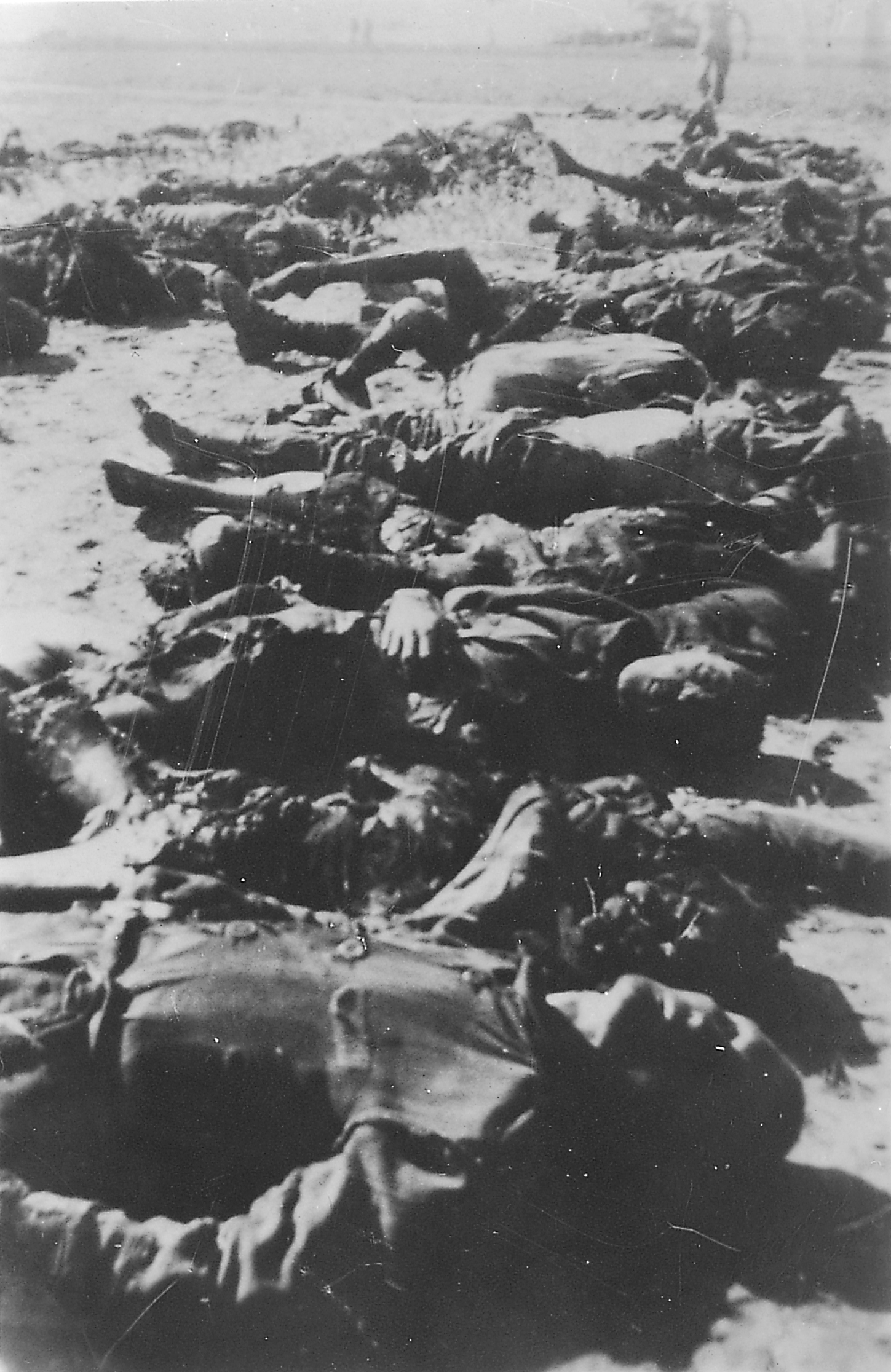